# Pan American World Airways
La Pan American World Airways, fondata con il nome Pan American Airways e più comunemente nota come Pan Am, è stata la più grande e importante compagnia aerea degli Stati Uniti, di cui è anche stata considerata non ufficialmente compagnia di bandiera, dal 1927 al fallimento, avvenuto nel 1991. Iniziò le operazioni nel 1927 con un servizio di linea per posta e passeggeri tra Key West, Florida e L'Avana, Cuba. La compagnia è ricordata per aver apportato molte innovazioni all'industria del trasporto aereo, tra cui l'uso diffuso degli aerei a reazione, degli aerei a fusoliera larga e dei sistemi di prenotazione computerizzati. La compagnia è stata inoltre tra i membri fondatori della International Air Transport Association (IATA).
Identificata dal logo del globo blu, dall'uso del nome "Clipper" per gli aerei e come identificativo di chiamata e dai berretti bianchi dei piloti, la compagnia è stata un'icona culturale del ventesimo secolo. Per la maggior parte dell'era dei jet, il terminal principale della compagnia è stato il Worldport dell'Aeroporto Internazionale John F. Kennedy di New York.

## Storia

### Fondazione
La Pan American Airways, Inc. (PAA) venne fondata come società fittizia il 14 marzo 1927 dai maggiori degli Air Corps Henry H. "Hap" Arnold, Carl A. Spaatz e John H. Jouett per contrastare il vettore colombiano SCADTA, posseduto da cittadini tedeschi ed operativo in Colombia dal 1920. La SCADTA faceva pressioni per ottenere diritti di atterraggio nella Zona del Canale di Panama, apparentemente per rilevare rotte di collegamento con gli Stati Uniti, cosa che gli Air Corps vedevano come preludio a una possibile invasione aerea tedesca del canale. Arnold e Spaatz fondarono la Pan American dopo che la SCADTA aveva rilevato un'azienda del Delaware allo scopo di ottenere contratti per il trasporto postale aereo dal governo statunitense. La Pan American fu in grado di ottenere il contratto di consegna della posta aerea per Cuba, ma non era in possesso né degli aerei, né dei diritti di atterraggio sull'isola.
Juan Trippe fondò la Aviation Corporation of the Americas (ACA) il 2 giugno 1927, con il supporto economico di potenti finanzieri con legami politici, tra cui Cornelius Vanderbilt Whitney e W. Averell Harriman, ottenendo un capitale iniziale di $250.000 dalla vendita di azioni. La società possedeva i diritti di atterraggio a L'Avana poiché aveva acquistato la American International Airways, una piccola compagnia aerea fondata l'anno prima da John K. Montgomery e Richard B. Bevier per operare servizi di idrovolanti da Key West, Florida all'Avana. L'ACA rispettò il contratto attivando il servizio postale aereo entro il 19 ottobre 1927 affittando un Fairchild FC-2 dalla West Indian Aerial Express, una piccola compagnia della Repubblica Dominicana.
La Atlantic, Gulf, and Caribbean Airways fu fondata l'11 ottobre 1927 dal banchiere newyorkese Richard Hoyt, che ne diventò presidente. Questa compagnia si fuse con la PAA e la ACA il 23 giugno 1928. Richard Hoyt fu nominato presidente della nuova Aviation Corporation of the Americas, ma Trippe e i suoi soci possedevano il 40% del capitale della nuova società, e Whitney ne fu nominato presidente. Trippe diventò direttore operativo della Pan American Airways, la principale sussidiaria della società.
Il governo degli Stati Uniti confermò l'originale contratto di trasporto postale della Pan Am con poche obiezioni, per paura che la SCADTA si ritrovasse senza concorrenza nel competere per le rotte tra l'America latina e gli Stati Uniti. Il governo aiutò ulteriormente la Pan Am isolandola anche dalla concorrenza interna statunitense, vedendola come "strumento scelto" per le rotte internazionali da e verso gli Stati Uniti. La compagnia si espanse sul mercato internazionale, beneficiando di un virtuale monopolio sulle rotte estere.
Trippe e i suoi soci pianificarono di allargare il network della Pan Am su tutta l'America centrale e meridionale. Tra la fine degli anni '20 e l'inizio degli anni '30, la Pan Am acquistò diverse compagnie aeree fallite o in difficoltà dell'America latina e negoziò con i funzionari postali per ottenere la maggior parte dei contratti di trasporto postale verso queste zone. Nel settembre del 1929 Trippe viaggiò per il Sud America insieme a Charles Lindbergh per ottenere i diritti di atterraggio in diversi paesi, tra cui Barranquilla nel territorio della SCADTA in Colombia, e Maracaibo e Caracas in Venezuela. Entro la fine dell'anno, la Pan Am offriva voli lungo la costa occidentale del Sud America per il Perù.
L'anno successivo, la Pan Am acquistò la New York, Rio and Buenos Aires Line, ottenendo una rotta lungo la costa orientale del Sud America per Buenos Aires, e una ad ovest per Santiago del Cile. La sua sussidiaria brasiliana NYRBA do Brasil fu poi rinominata Panair do Brasil. La Pan Am collaborò inoltre con la Grace Shipping Company per formare la Pan American-Grace Airways, meglio conosciuta come Panagra, per avere un altro punto d'appoggio per le rotte verso il Sud America. Lo stesso anno, la Pan Am acquistò una quota di controllo nella Mexicana de Aviación e rilevò la sua rotta tra Brownsville, Texas e Città del Messico, estendendola alla Penisola dello Yucatan per collegarla alle altre rotte caraibiche della Pan Am.
La holding della Pan Am, la Aviation Corporation of the Americas, fu tra i titoli più ricercati della New York Curb Exchange nel 1929, e raffiche di speculazione circondavano l'ottenimento di ogni nuova rotta. Ad aprile del 1929, Trippe e i suoi soci raggiunsero un accordo con la United Aircraft and Transport Corporation (UATC) per segregare le rotte della Pan Am a sud del confine con il Messico. In cambio la UATC (predecessore dell'attuale United Airlines) ottenne una grande quota azionaria. La ACA modificò il suo nome in Pan American Airways Corporation nel 1931.

### Gli equipaggi

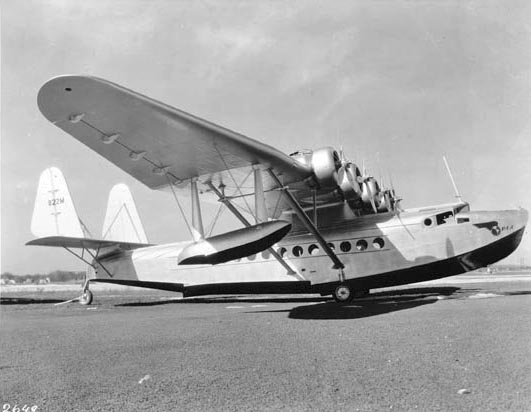
Un idrovolante Sikorsky S-42 della Pan Am.

Fondamentali per il successo della Pan Am sono state le competenze dei suoi equipaggi, che venivano rigorosamente addestrati ai voli a lungo raggio, all'attracco degli idrovolanti, alla navigazione marittima, all'uso della radio, a riparare gli aerei e a conoscere le correnti marine. Durante il giorno, la procedura standard era quella di utilizzare la bussola, mentre di notte, tutti gli equipaggi erano addestrati alla navigazione astronomica. In condizioni meteorologiche avverse, i piloti utilizzavano la navigazione stimata per temporizzare le virate, riuscendo ad attraccare in porti coperti dalla nebbia ammarando prima in mare aperto, e poi portando l'aereo all'interno del porto. Molti piloti erano in possesso anche della licenza di operatore radio o del brevetto della marina mercantile.
Un capitano della Pan Am normalmente iniziava la sua carriera come operatore radio o meccanico, per ottenere man mano tutte le certificazioni e scalare le gerarchie per diventare navigatore, secondo ufficiale e primo ufficiale. Prima della Seconda guerra mondiale non era raro per un comandante effettuare riparazioni ai motori in luoghi remoti.
I meccanici e l'equipaggio di supporto erano addestrati in modo simile. I nuovi arrivati erano spesso accostati da meccanici con esperienza finché non avessero acquisito familiarità con tutti gli aerei. Grande importanza era data al mantenimento e alla revisione degli aerei nei rigidi ambienti marini nel caso di problemi logistici, come ad esempio nei piccoli porti non dotati di infrastrutture adeguate o collegamenti stradali. Molti equipaggi sostenevano le operazioni di riparazione trasportando pezzi di ricambio agli aerei rimasti bloccati in mare, talvolta effettuando da soli le riparazioni.

### L'era dei Clipper

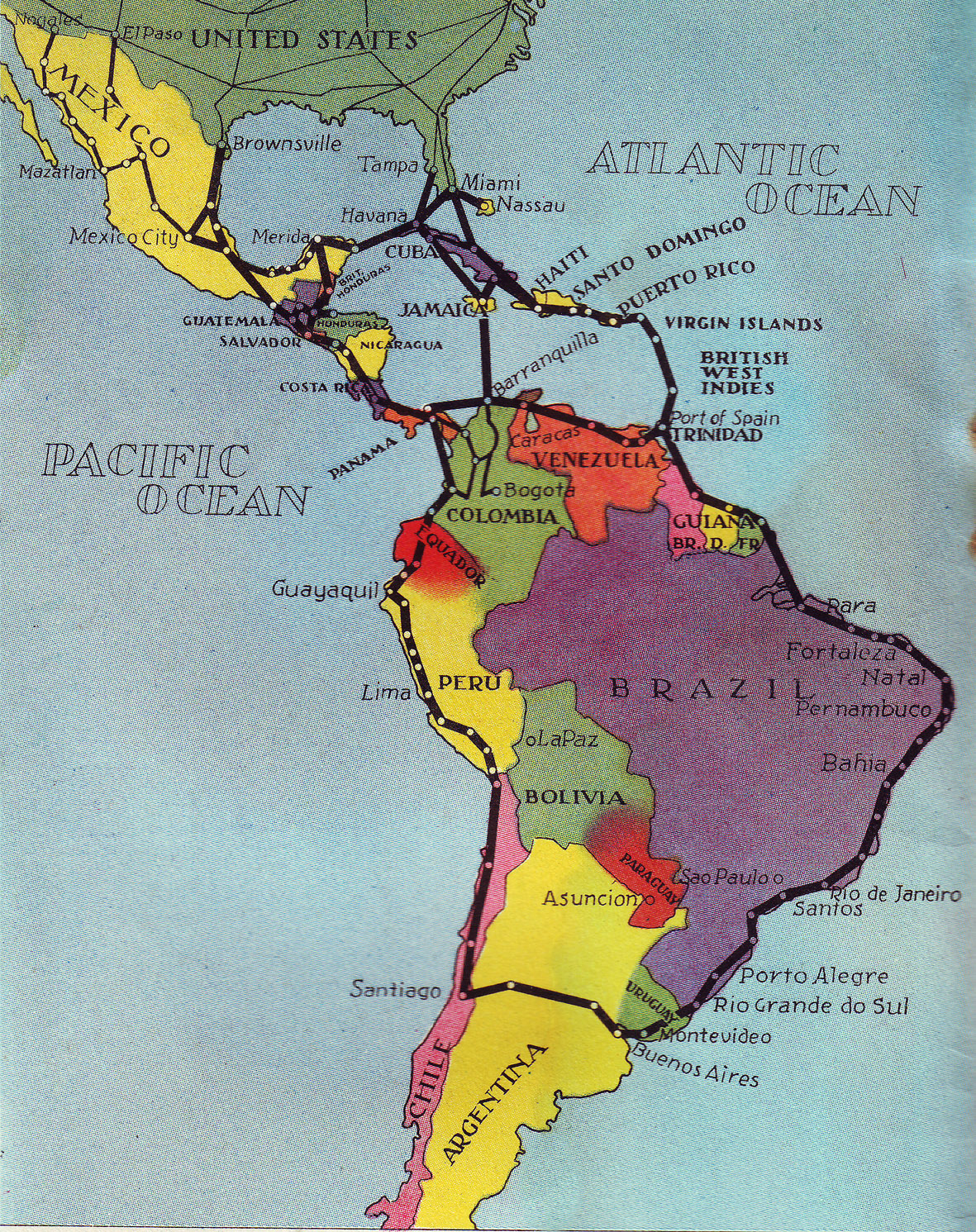
Le rotte della Pan Am nel 1936

La Pan Am avviò le rotte per il Sud America con idrovolanti Consolidated Commodore e Sikorsky S-38. Gli S-40, più grandi degli S-38 a 8 posti, entrarono in servizio nel 1931. Portando i nomi American Clipper, Southern Clipper e Caribbean Clipper, furono i primi dei 28 Clipper che rappresentarono la Pan Am tra il 1931 e il 1946. In questo periodo, la Pan Am effettuava i servizi dei Clipper verso l'America latina partendo dall'International Pan American Airport di Dinner Key, Miami.
Nel 1937 la Pan Am guardò alla Gran Bretagna e alla Francia per iniziare i servizi tra gli Stati Uniti e l'Europa. La Pan Am siglò un accordo con entrambi i paesi per offrire una rotta da Norfolk, Virginia per l'Europa attraverso Bermuda e le Azzorre utilizzando gli S-42. Un servizio congiunto di Pan Am e Imperial Airways tra Port Washington, New York e le Azzorre via Bermuda iniziò nel giugno 1937.
Il 5 luglio 1937 iniziarono i voli di ricognizione sull'Atlantico del nord. Il Clipper III della Pan Am, un Sikorsky S-42, atterrò a Botwood, Terranova da Port Washington dopo uno scalo a Shediac, Nuovo Brunswick. Il giorno successivo il Cilpper III partì da Botwood per raggiungere Foynes in Irlanda. Lo stesso giorno, un idrovolante Short Empire classe C della Imperial Airways, il Caledonia, partì da Foynes per Botwood, dove arrivò il giorno successivo, raggiungendo Montréal l'8 luglio e New York il 9 luglio.

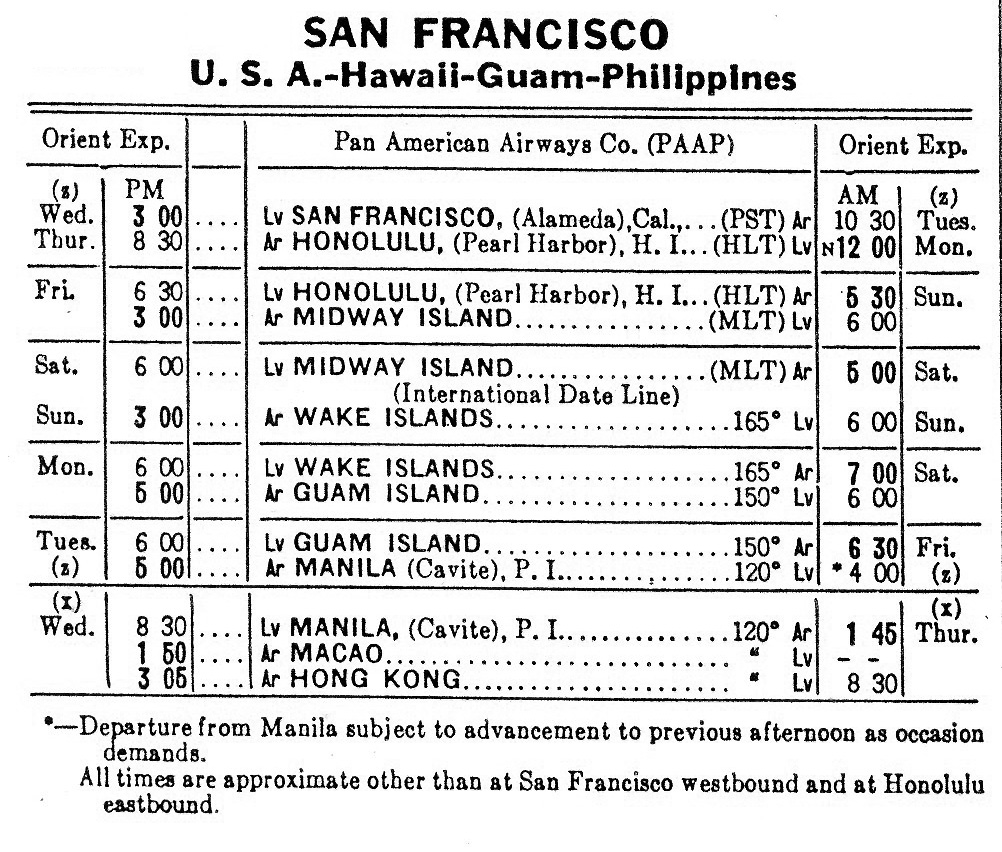
Il China Clipper della Pan Am accorciò il tempo di attraversamento del Pacifico da sei settimane di nave a sei giorni di aereo

Trippe decise di avviare una rotta da San Francisco a Honolulu, proseguendo poi per Hong Kong e Auckland ricalcando le rotte dei piroscafi. Dopo aver acquistato nel 1934 i diritti di atterraggio a Pearl Harbor, Midway, Isola di Wake, Guam e alla baia di Subic (Filippine), la Pan Am nel marzo 1935 spedì verso queste isole equipaggiamento aeronautico per un valore di 500.000$ tramite il North Haven, una nave mercantile da 15000 tonnellate che era stata noleggiata appositamente per rifornire ogni isola in cui i Clipper avrebbero sostato nel corso del loro viaggio di 4 o 5 giorni. Il primo volo di ricognizione per Honolulu fu effettuato nell'aprile del 1935 con un idrovolante Sikorsky S-42. Alla fine dell'anno la compagnia ottenne il contratto per il trasporto della posta da San Francisco a Canton e con grande eco mediatico effettuò il suo primo volo postale da Alameda a Manila partendo il 22 novembre. Il volo di quasi 13000 km in cinque tappe arrivò a Manila il 29 novembre e ritornò a San Francisco il 6 dicembre, battendo il record di percorrenza tra le due città dei più veloci piroscafi di oltre due settimane. Il primo volo passeggeri partì da Alameda il 21 ottobre 1936. La tariffa solo andata da San Francisco a Manila o Hong Kong era di 950$ nel 1937, equivalenti nel 2019 a circa 16900$.

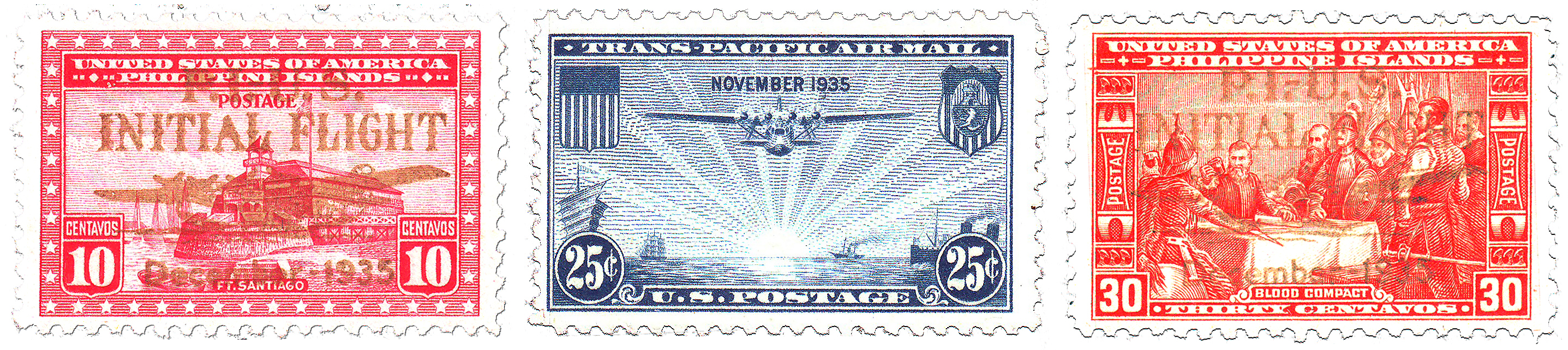
Francobolli emessi dagli Stati Uniti e dalle Filippine per commemorare il primo volo postale effettuato dalla Pan Am tra San Francisco e Manila

Il 6 agosto 1937 Juan Trippe, in rappresentanza della Pan Am, ricevette dal presidente Franklin D. Roosevelt il maggiore riconoscimento dell'aviazione americana, il Premio Collier "per aver avviato la rotta transpacifica e per aver effettuato con successo la navigazione prolungata sull'oceano."

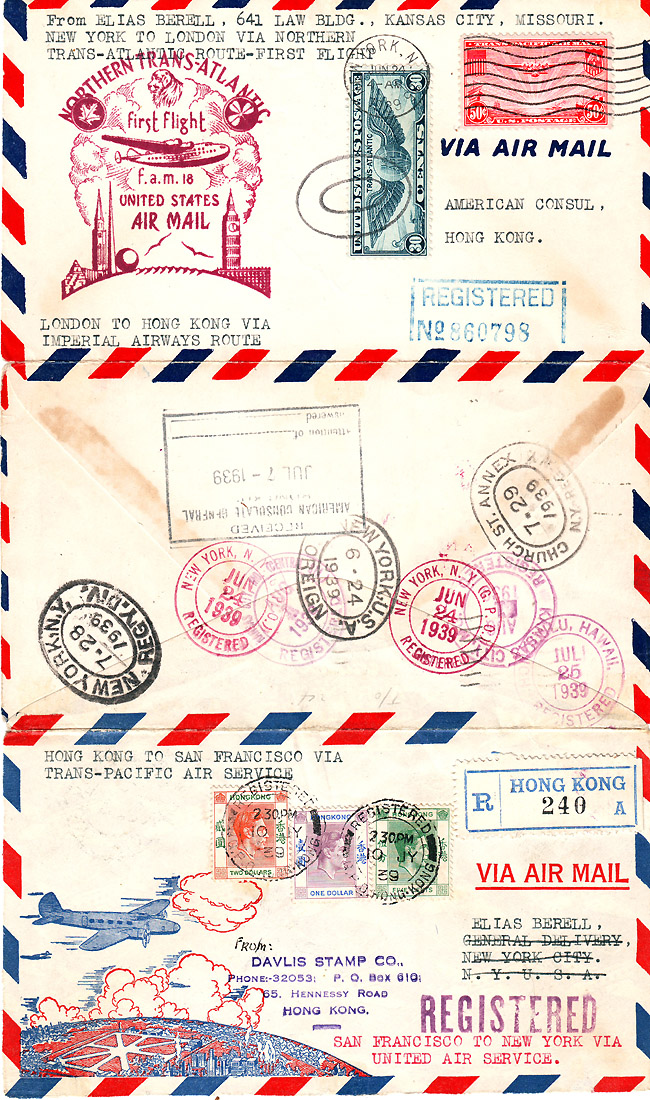
Cartolina trasportata intorno al mondo dalla Pan American Airways e da Imperial Airways nel 1939.

Sei grandi idrovolanti a lungo raggio Boeing 314 vennero consegnati alla Pan Am all'inizio del 1939. Il 30 marzo 1939 il Yankee Clipper, pilotato da Harold E. Gray, effettuò il primo volo passeggeri transatlantico. La prima tratta del volo, da Baltimora a Horta durò 17 ore e 32 minuti e coprì 3800 km. La seconda tratta, da Horta al nuovo aeroporto della Pan Am a Lisbona durò 7 ore e 7 minuti e coprì 1900 km. Il Boeing 314 permise inoltre di avviare tra New York (Port Washington) e Francia e Gran Bretagna dapprima i voli postali settimanali, e successivamente i voli passeggeri. La rotta meridionale per la Francia fu inaugurata con un volo postale il 20 maggio 1939 dal Yankee Clipper pilotato da Arthur E. LaPorte che volò fino a Marsiglia sostando a Horta e Lisbona. Il servizio passeggeri fu inaugurato il successivo 28 giugno dal Dixie Clipper pilotato da R.O.D. Sullivan. Il volo di andata partiva ogni mercoledì a mezzogiorno e arrivava a Marsiglia il venerdì alle 15. Il volo di ritorno partiva da Marsiglia alle 8 di domenica giungendo a Port Washington il martedì alle 7. La rotta transatlantica settentrionale per la Gran Bretagna fu inaugurata con un servizio postale il 24 giugno 1939 dal Yankee Clipper pilotato da Harold Gray, che giunse a Southampton attraverso Shediac, Botwood e Foynes. Il primo servizio passeggeri fu effettuato l'8 luglio sempre dal Yankee Clipper. I voli verso l'Inghilterra partivano il sabato alle 7:30 per arrivare a Southampton la domenica alle 13. Il volo di ritorno partiva da Southampton mercoledì a mezzogiorno e giungeva a Port Washington giovedì alle 15. Dopo lo scoppio della Seconda Guerra Mondiale in Europa il 1º settembre 1939, la rotta fu limitata a Foynes prima di essere sospesa per l'inverno il 5 ottobre. La rotta transatlantica per Lisbona attraverso le Azzorre continuò fino al 1941. Durante la guerra la Pan Am volo per più di 145 milioni di km in tutto il mondo in operazioni di supporto militare.

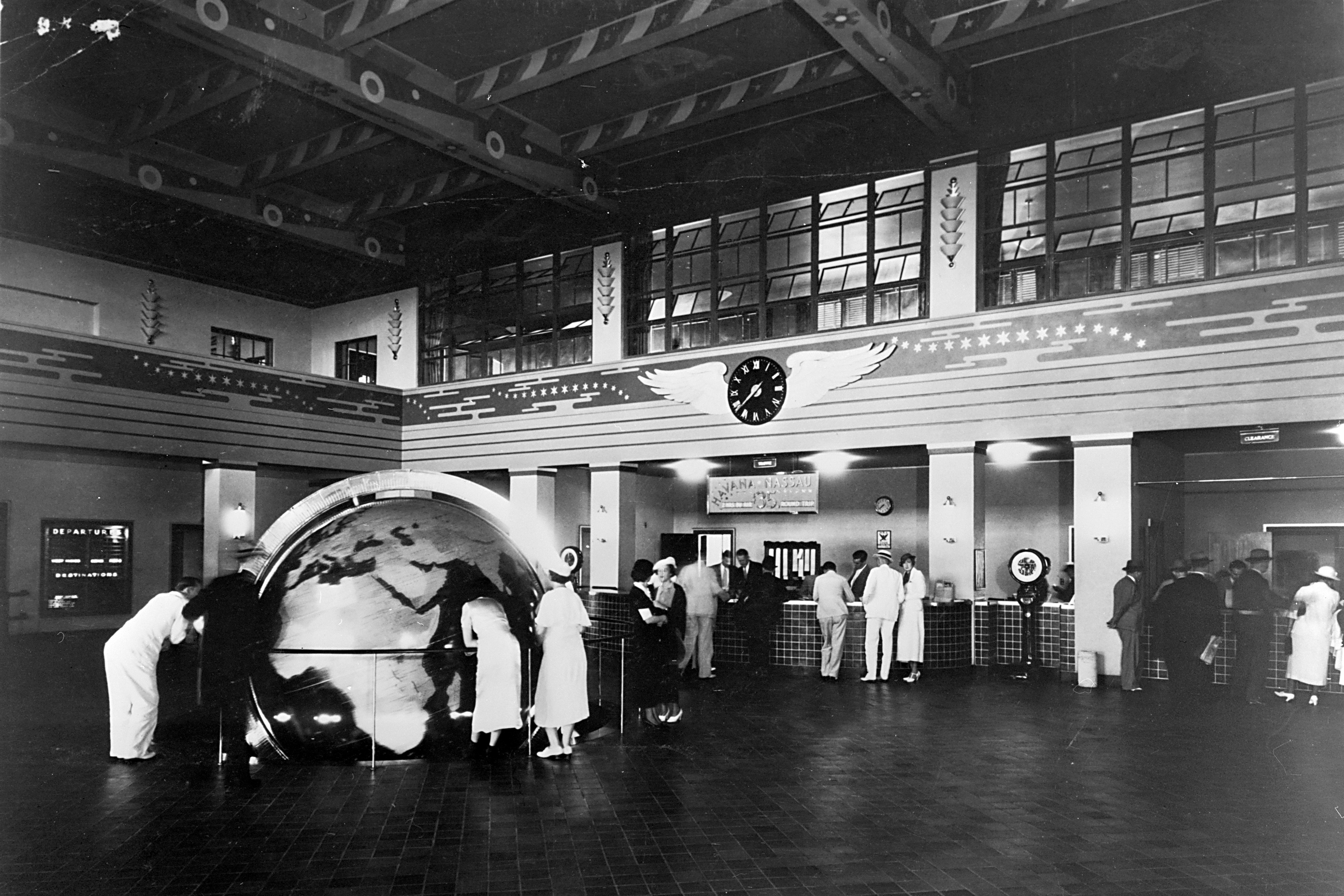
Il terminal degli idrovolanti della Pan Am a Dinner Key in Florida fu negli anni 1930 e 1940 un crocevia dei viaggi tra le Americhe

La Pan Am utilizzò gli idrovolanti Boeing 314 anche per la rotta del Pacifico: giunti in Cina, i passeggeri avrebbero potuto collegarsi ai voli nazionali della China National Aviation Corporation, posseduta dalla stessa Pan Am e dal governo cinese. La Pan Am avviò i voli per Singapore nel 1941, iniziando un servizio a cadenza bisettimanale che riduceva il tempo di percorrenza tra San Francisco e Singapore da 25 giorni a soltanto 6.
Nel 1940 la Pan Am e la TWA cominciarono ad utilizzare il Boeing 307 Stratoliner, il primo aereo di linea pressurizzato e il primo con un ingegnere di volo nell'equipaggio. Il servizio di linea del Boeing 307 ebbe tuttavia vita breve, in quanto tutti i mezzi vennero requisiti per l'uso militare quando gli Stati Uniti entrarono nella Seconda Guerra Mondiale.
I Clipper - nome riferito alle navi clipper del diciannovesimo secolo - erano gli unici aerei passeggeri americani dell'epoca in grado di effettuare viaggi intercontinentali. Per competere con i transatlantici, la compagnia offriva posti di prima classe su questi voli, e lo stile degli equipaggi diventò più formale. Anziché indossare giubbotti di pelle e sciarpe come i piloti postali, gli equipaggi dei Clipper indossavano uniformi simili a quelle navali e adottavano un corteo definito nel salire sull'aeroplano.
Nel 1942, mentre attendevano a Foynes la partenza di un volo Pan Am per New York, lo Chef Joe Sheridan servì ai passeggeri un drink oggi noto come caffè irlandese.
Durante la Seconda Guerra Mondiale molti Clipper vennero trasferiti al servizio militare. La Pan Am sperimentò una nuova rotta aerea attraverso l'Africa occidentale e centrale per l'Iran. A gennaio del 1942, il Pacific Clipper fu il primo aereo di linea a circumnavigare il globo. Un altro debutto avvenne a gennaio del 1943, quando il presidente Franklin D. Roosevelt divenne il primo presidente degli Stati Uniti a volare all'estero, a bordo del Dixie Clipper. In questo periodo il creatore di Star Trek Gene Roddenberry fu pilota dei Clipper; si trovava a bordo del Clipper Eclipse quando questo si schiantò in Siria il 19 giugno 1947.

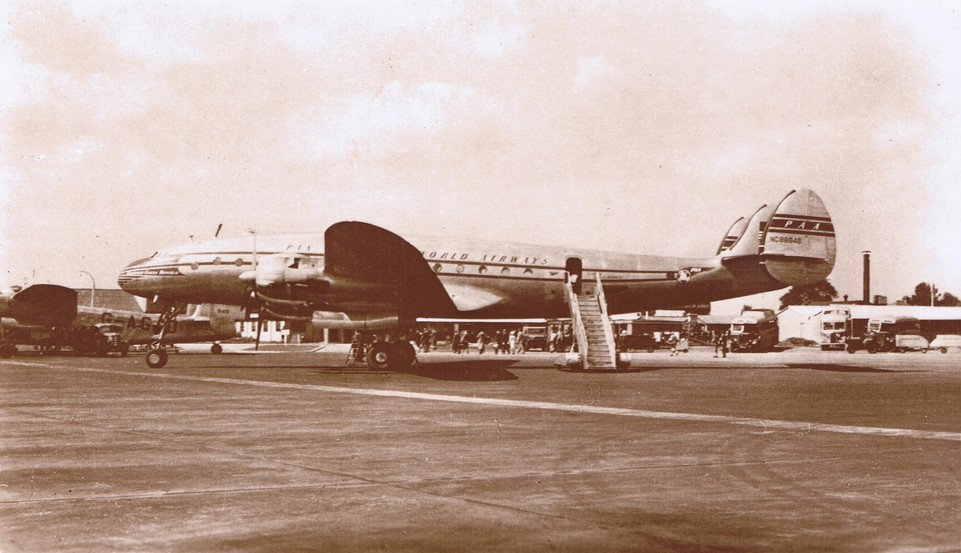
Il Constellation Clipper Great Republic a Londra.

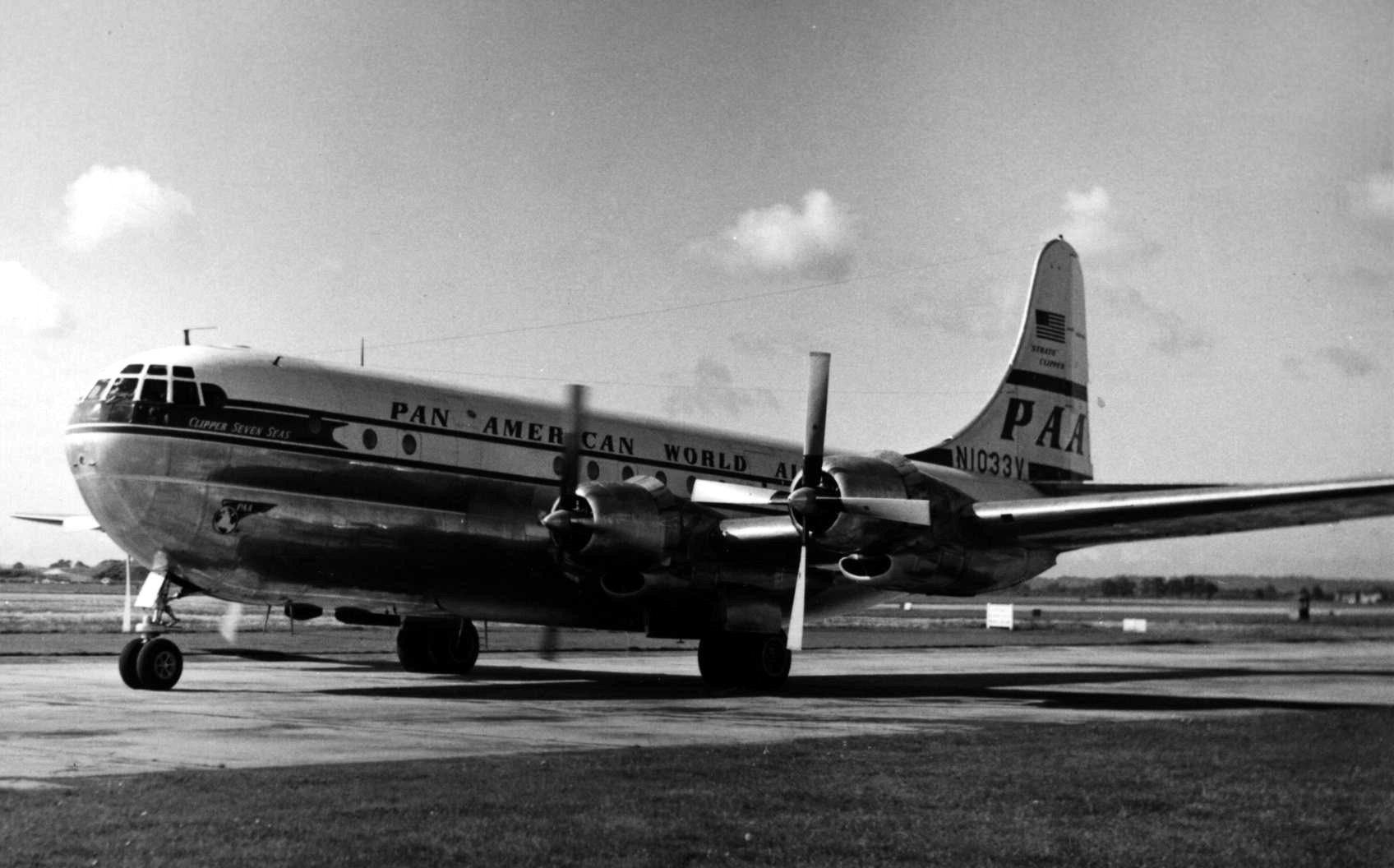
Boeing 337 Stratocruiser Clipper Seven Seas a Londra nel 1954.

### La crescita della concorrenza dopo la Guerra
L'aumento di importanza del trasporto aereo nel dopoguerra significò per la Pan Am di non poter più godere del patrocinio ufficiale che il governo le aveva fino a quel momento garantito per evitare l'affermazione della concorrenza estera.
Nonostante la Pan Am abbia continuato ad utilizzare la propria influenza sulla politica per proteggere la sua posizione come principale compagnia aerea internazionale americana, iniziò a trovasi di fronte una concorrenza sempre maggiore - prima della American Export Airlines (poi American Overseas Airlines, AOA, dal Novembre 1945) sui voli transatlantici per l'Europa, e successivamente della TWA sempre sui voli verso l'Europa, della Braniff sui voli per il Sud America, della United sui voli verso le Hawaii e della Northwest Orient sui voli verso l'Asia orientale, oltre a cinque potenziali rivali per i voli verso il Messico. Questa nuova situazione scaturì dalla nuova politica della Civil Aeronautics Board, che a partire dal dopoguerra iniziò a promuovere la concorrenza tra i principali vettori statunitensi sulle principali rotte nazionali ed internazionali.

### L'espansione oltremare e la modernizzazione della flotta

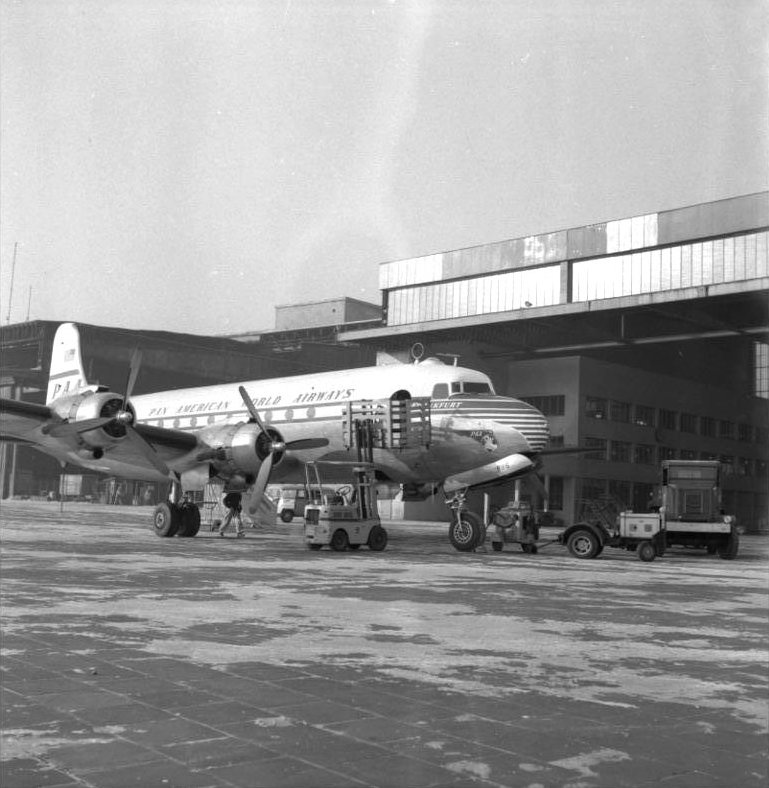
Un Douglas DC-4 della Pan Am.

La AOA il 24 ottobre 1945 fu la prima compagnia aerea ad avviare dei voli di linea attraverso l'Atlantico utilizzando aerei tradizionali e non idrovolanti. All'inizio del 1946 la Pan Am aveva in orario 7 voli transatlantici settimanali utilizzando altrettanti DC-4 con partenza dall'aeroporto LaGuardia, cinque per Londra (aeroporto di Bournemouth) e due per Lisbona. La durata del volo era di 17 ore e 40 minuti per Bournemouth, compresi gli scali, e di 20 ore e 45 minuti per Lisbona. Un idrovolante Boeing 314 continuava a volare da LaGuardia a Lisbona una volta ogni due settimane impiegando 29 ore e 30 minuti, ma i voli degli idrovolanti vennero conclusi poco dopo.
La sfida sui voli transatlantici con la TWA - che era in procinto di introdurre i più veloci Lockheed Constellation pressurizzati - fece sì che anche la Pan Am ordinasse la sua flotta di Constellation a 750000$ ad aereo. La Pan Am avviò i voli transatlantici con i Constellation il 14 gennaio 1946, battendo la TWA di tre settimane.
A gennaio del 1946 per volare da Miami a Buenos Aires su un DC-3 della Pan Am erano necessarie 71 ore e 15 minuti, ma già l'estate successiva i DC-4 volavano da Idlewild a Buenos Aires in 38 ore e 30 minuti. Nel gennaio del 1958 i DC-7B della Pan Am coprivano la rotta in 25 ore e 20 miniti, mentre il servizio congiunto National Airlines-Pan Am-Panagra con scali a Panama e Lima impiegava 22 ore e 45 minuti. I Convair 240 sostituirono i DC-3 e altri aerei anteguerra sui voli più brevi per i Caraibi e per il Sud America. La Pan Am acquistò inoltre alcuni Curtiss C-46 per operare rotte cargo fino a Buenos Aires.
All'inizio del 1946 la Pan Am ricominciò i voli transpacifici con i DC-4. A gennaio del 1958 uno Stratocruiser volava quotidianamente dalla California a Tokyo, impiegando 31 ore e 45 minuti da San Francisco o 32 ore e 15 minuti da Los Angeles. La fusoliera a doppio ponte degli Stratocruiser dotata di cuccette e di una lounge aiutarono la Pan Am a competere con la concorrenza. I "Super Stratocruiser" con più autonomia iniziarono ad essere utilizzati sulle rotte Transatlantiche nel novembre 1954, rendendo possibili con maggiore affidabilità voli verso est senza scali e voli verso ovest con un solo scalo.
A giugno del 1947 la Pan Am introdusse il primo volo di linea intorno al mondo. Un DC-4 lasciava San Francisco ogni giovedì alle 22:00 come Volo 1, sostava a Honolulu, Midway, Wake, Guam, Manila e Bangkok per arrivare a Calcutta lunedì alle 12:45, dove si incontrava con il Volo 2, un Constellation partito da New York alle 23:30 del venerdì. Il DC-4 ritornava quindi a San Francisco come Volo 2, mentre il Constellation ripartiva da Calcutta il martedì alle 13:30, sostava a Karachi, Istanbul, Londra, Shannon e Gander per arrivare al LaGuardia il giovedì alle 14:55. Tutti i voli intorno al mondo della Pan Am richiedevano almeno un cambio di aereo fino al 1960, quando furono introdotti i Boeing 707. Il volo 1 diventò giornaliero nel 1962-63, effettuando scali diversi a seconda del giorno della settimana. A gennaio del 1963, il volo partiva da San Francisco ogni giorno alle 9:00 ed arrivava a New York 56 ore e 10 minuti dopo. Los Angeles prese il posto di San Francisco nel 1968. Quando i Boeing 747 sostituirono i 707 nel 1971, tutti gli scali ad eccezione di Teheran e Karachi iniziarono ad essere serviti giornalmente in entrambe le direzioni. Per circa un anno tra il 1975 e il 1976 la Pan Am riuscì finalmente ad effettuare il viaggio completo intorno al mondo, da New York a New York.
A gennaio del 1950 la Pan American Airways Corporation divenne ufficialmente Pan American World Airways, Inc., anche se la compagnia aveva aggiunto in maniera non ufficiale il prefisso World già nel 1943. A settembre del 1950 la Pan Am completò l'acquisto, costato 17,45 milioni di dollari, della American Overseas Airlines dalla American Airlines. Lo stesso mese la compagnia acquistò 45 Douglas DC-6B. Il primo di questi, il Clipper Liberty Bell, avviò il 1º maggio 1952 il servizio di classe turistica della Pan Am (chiamato Rainbow) tra New York e Londra, aggiungendosi agli Statocruiser che effettuavano il servizio di prima classe President. A partire dal giugno 1954 i DC-6 iniziarono a sostituire i DC-4 nelle rotte nazionali tedesche della Pan Am.
La Pan Am introdusse il Douglas DC-7C (detto Seven Seas) sulle rotte transatlantiche nell'estate 1956. A gennaio 1958 i DC-7C impiegavano 10 ore e 45 minuti a volare da Idlewild a Londra senza scali, permettendo alla Pan Am di tenere testa ai Super Constellation e agli Starliner della TWA. L'introduzione del Bristol Britannia turboelica sulla rotta tra New York e Londra da parte della British Overseas Airways Corporation il 19 dicembre 1957 mise fine al primato di tempo della Pan Am su questa rotta.
A gennaio del 1958 la Pan Am effettuava 47 voli a settimana verso est da Idlewild all'Europa, Africa, Medio Oriente e oltre; nell'agosto erano già 65.

### L'era dei jet

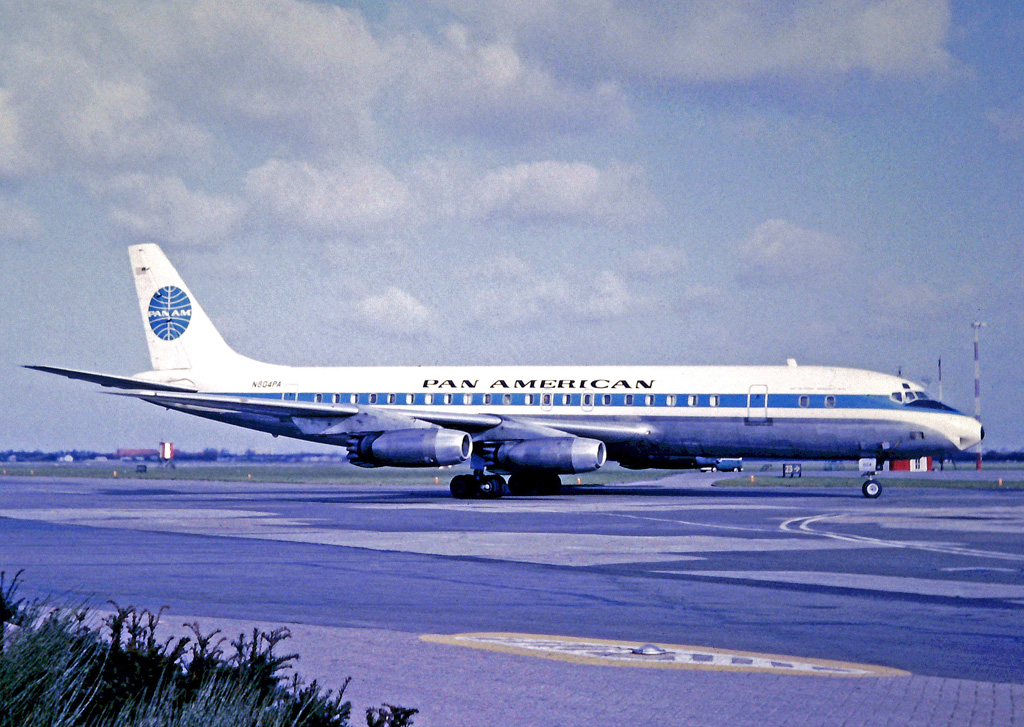
Un Douglas DC-8-32 della Pan American all'aeroporto di Amsterdam Schiphol nel 1967.

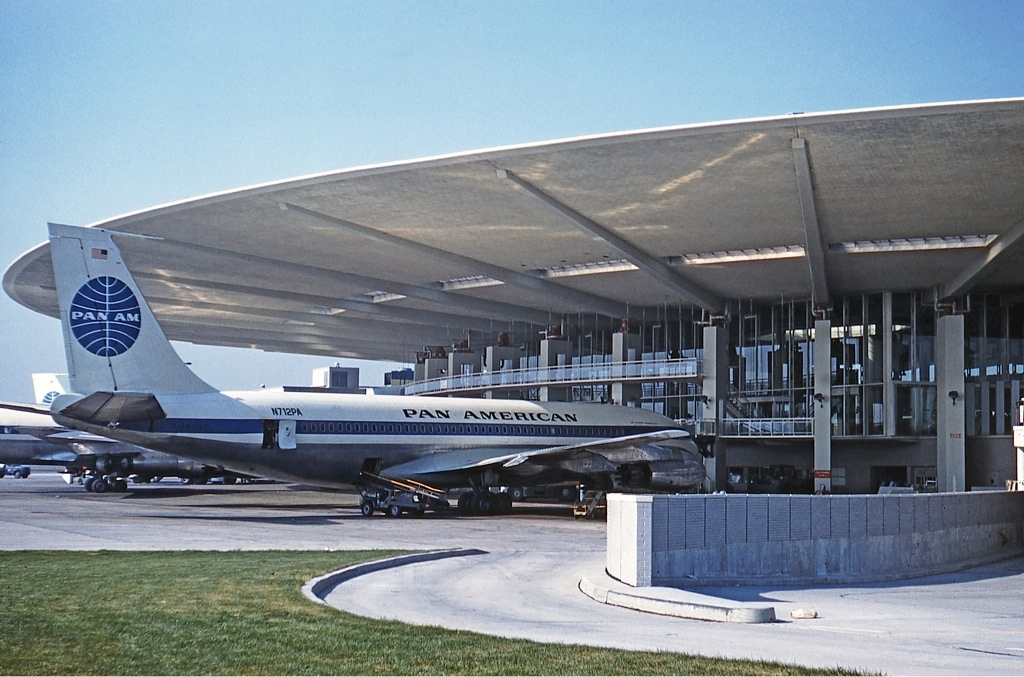
Un Boeing 707-120 al Worldport nel 1961. Questo terminal fu un tempo il centro dei voli della Pan Am da e verso New York. Fu acquistato da Delta Air Lines nel 1991 e demolito nel 2013.

Nonostante la Pan Am avesse considerato l'acquisto dei De Havilland Comet britannici (i primi aerei di linea al mondo con motori a reazione), la compagnia decise di attendere l'introduzione del primo jet della Boeing, diventando così cliente di lancio del Boeing 707, con un ordine di 20 esemplari nell'ottobre 1955. Vennero ordinati anche 25 Douglas DC-8, che disponevano di file di sei sedili. Per eguagliare la concorrenza e su richiesta della Pan Am, la Boeing allargò il 707 per portare le file da 5 a sei sedili. Il valore di entrambi gli ordini era di 269 milioni di dollari. Il primo volo passeggeri della Pan Am con un aereo a reazione fu effettuato il 26 ottobre 1958 dal Boeing 707-121 chiamato Clipper America con a bordo 111 passeggeri. L'aereo volò da New York Idlewild a Parigi Le Bourget con uno scalo tecnico a Gander. L'introduzione della serie 707-320 e dei Douglas DC-8 tra il 1959 e il 1960 permise di effettuare voli transatlantici senza scalo in entrambe le direzioni.

#### L'era del 747

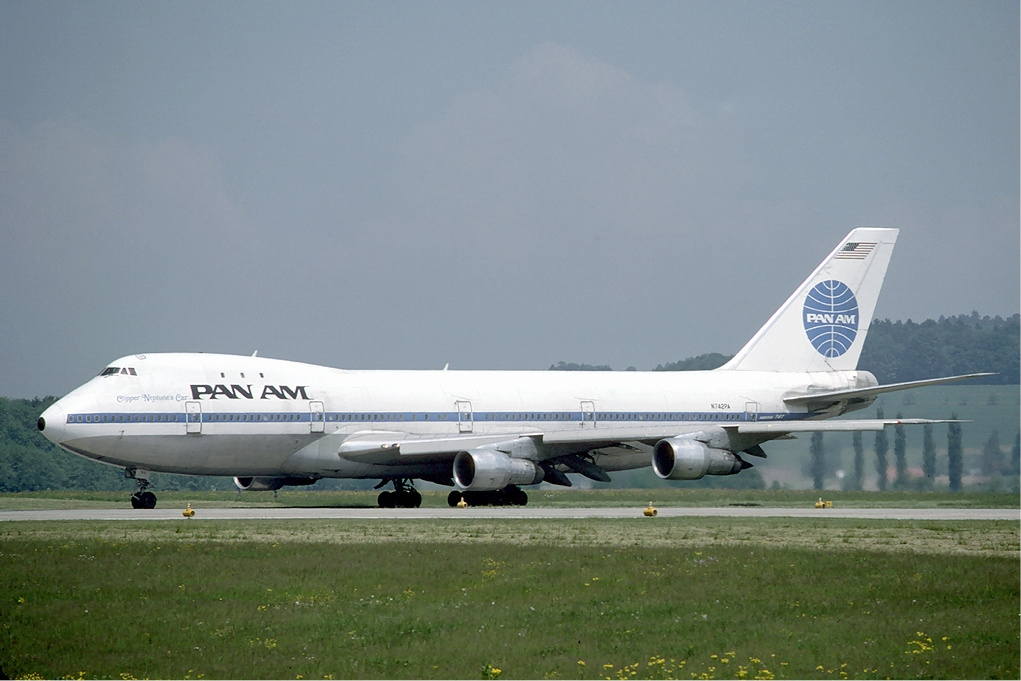
Il Boeing 747-100 Clipper Neptune's Car all'Aeroporto di Zurigo

La Pan Am è stata cliente di lancio del Boeing 747, ordinandone 25 nell'aprile 1966 per un valore di 525 milioni di dollari. Il 15 gennaio 1970 la First Lady Pat Nixon battezzò il 747 Clipper Young America all'aeroporto di Washington Dulles alla presenza del presidente della Pan Am Najeeb Halaby. Nei giorni successivi, la Pan Am portò diversi 747 nei principali aeroporti degli Stati Uniti per presentarli al pubblico. La Pan Am preparò la messa in servizio del primo 747 programmando il primo volo di linea del Clipper Young America da New York JFK a Londra Heathrow per la sera del 21 gennaio 1970. Un guasto ad un motore ritardò la partenza del volo inaugurale di alcune ore, rendendo infine necessaria la sostituzione dell'aereo con un altro 747, il Clipper Victor, che partì per Londra.
Nel 1970, anno in cui rivoluzionò il trasporto aereo con l'introduzione del primo aereo di linea a fusoliera larga, la Pan Am trasportò 11 milioni di passeggeri per oltre 32 miliardi di km.

#### Progetti di trasporto supersonico
La Pan Am fu una delle prime tre compagnie aeree a firmare un'opzione per l'acquisto dell'Aérospatiale-BAC Concorde, ma come tutte le altre compagnie - ad eccezione di BOAC ed Air France - finì per non acquistare l'aereo supersonico. La Pan Am fu inoltre la prima compagnia aerea a firmare per il Boeing 2707, il progetto di trasporto supersonico statunitense, prenotando i primi 15 aerei realizzati. Questo aereo però non entrò mai in servizio, dato che il Congresso tagliò i fondi del progetto nel 1971.

### Pan Am Building, Worldport, e prenotazioni computerizzate

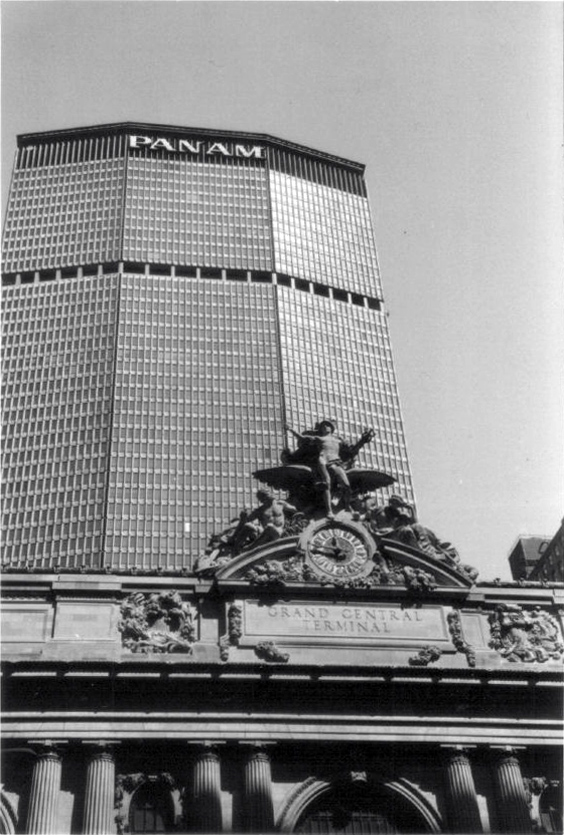
Il grattacielo Pan Am, nel quartiere Midtown di Manhattan, attualmente il MetLife Building, era la sede della Pan Am

Nel 1962, Pan Am commissionò alla IBM la realizzazione del PANAMAC, un grande computer che permetteva di prenotare i posti per i voli oltre che soggiorni in vari alberghi. Il sistema disponeva inoltre di una grande quantità di informazioni su città, paesi, aeroporti, aerei, alberghi e ristoranti di tutto il mondo.
Il computer occupava il quarto piano del Pan Am Building di Manhattan, che fu per qualche anno l'edificio commerciale più grande del mondo.
La Pan Am costruì inoltre il Worldport, un proprio terminal presso l'Aeroporto internazionale John F. Kennedy di New York. Il terminal era caratterizzato da un tetto di forma ellittica di grandi dimensioni (16.000 mq) che si estendeva oltre le colonne, sospeso da una serie di 32 tralicci e cavi di acciaio. In questo modo i passeggeri erano in grado di salire a bordo degli aerei usando le scale senza bagnarsi in caso di pioggia, dato che gli aeromobili potevano parcheggiare con il muso sotto la tettoia. La successiva introduzione dei manicotti d'imbarco rese obsoleta questa funzione.

### Apice

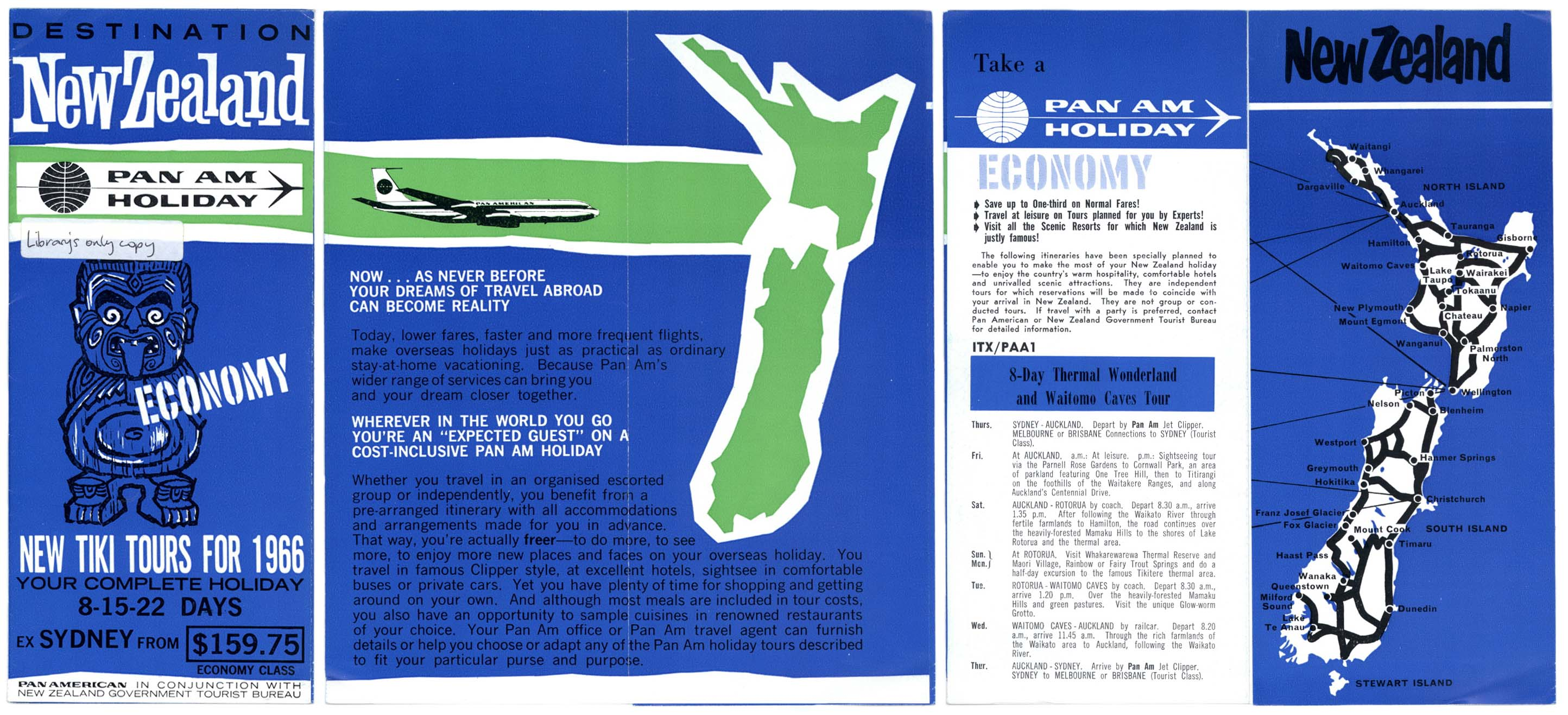
Un volantino pubblicitario dei voli per la Nuova Zelanda (1966)

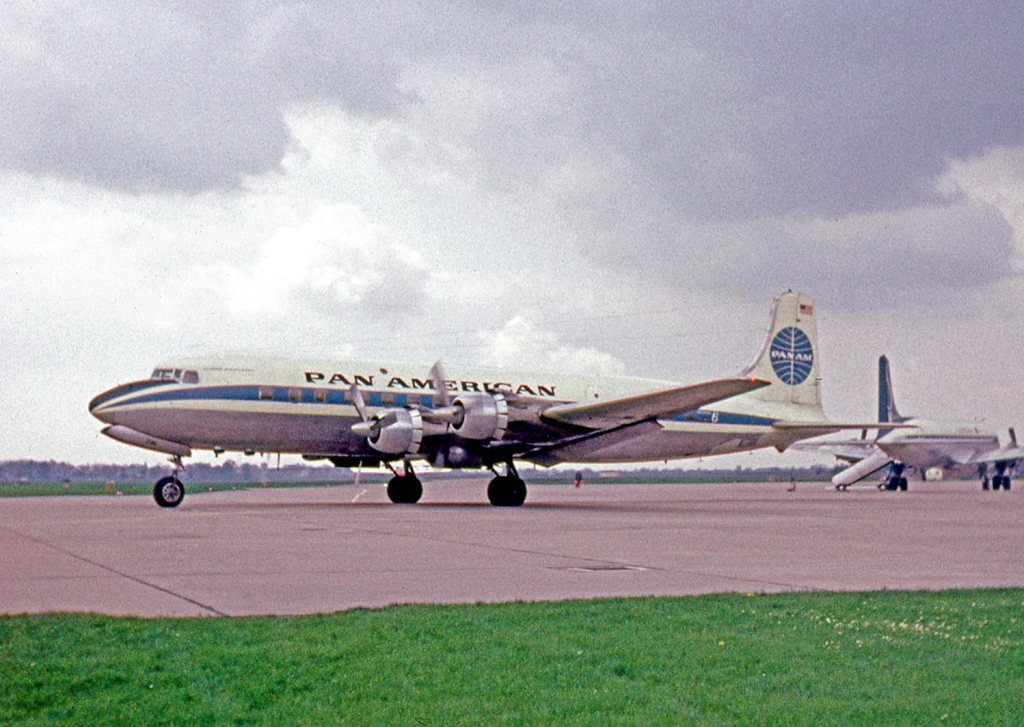
Un Douglas DC-6B della Pan American in servizio sulle rotte nazionali tedesche all'Aeroporto di Hannover nel maggio 1964.

Al suo apice tra la fine degli anni 60 e l'inizio degli anni 70, la Pan Am utilizzava lo slogan "La Compagnia Aerea con più esperienza al mondo." Nel 1966 trasportò 6,7 milioni di passeggeri, e nel 1968 i suoi 150 jet volavano verso 86 paesi in tutti i continenti ad eccezione dell'Antartide, per un totale di 131000 km di rotte di linea. Durante questo periodo la compagnia era in attivo e le sue riserve finanziarie ammontavano a un miliardo di dollari. La maggior parte delle rotte erano tra New York, l'Europa e il Sud America e tra Miami e i Caraibi. Nel 1964 la Pan Am istituì un servizio navetta con elicotteri tra Lower Manhattan e gli aeroporti Kennedy, LaGuardia e Newark, effettuato dalla New York Airways. Oltre al DC-8, il Boeing 707 e il 747, la flotta di jet della Pan Am includeva anche Boeing 720B e Boeing 727 (che fu il primo aereo a riportare sulla fusoliera la scritta abbreviata Pan Am anziché Pan American). La compagnia acquistò in seguito Boeing 737, 747SP (in grado di volare senza scalo da New York a Tokyo), Lockheed L-1011 Tristar, McDonnell-Douglas DC-10, Airbus A300 e A310. La Pan Am possedeva la catena di alberghi InterContinental Hotel ed ebbe interessi economici nella Falcon Jet Corporation, che deteneva i diritti di vendita del business jet Dassault Falcon 20 in Nord America. La compagnia fu anche coinvolta nella creazione di un sistema di tracciamento dei missili nel Sud Atlantico e gestì un laboratorio di test su motori ad energia nucleare in Nevada. Inoltre, la Pan Am partecipò anche a diversi voli umanitari.
La Pan Am era apprezzata per la sua flotta moderna e per l'esperienza dei suoi equipaggi: gli assistenti di volo erano multilingue e spesso laureati, provenienti da tutto il mondo e spesso possedevano nozioni infermieristiche. Il servizio e la cucina di bordo, ispirata da Maxim's di Parigi, era dotata di "uno stile personale che è stato realmente eguagliato."

### Rotte nazionali tedesche e altri servizi
Dal 1950 al 1990 la Pan Am gestì una vasta rete di rotte aeree ad alta frequenza tra la Germania Ovest e Berlino Ovest, dapprima con i Douglas DC-4, poi con i DC-6B (a partire dal 1954), ed infine con i Boeing 727 (a partire dal 1966). Questo fu il risultato dell'accordo firmato da Stati Uniti, Regno Unito, Francia ed Unione Sovietica alla fine della seconda guerra mondiale, che proibiva alla Germania di avere compagnie aeree e limitava la possibilità di compiere voli di linea da o verso Berlino agli operatori dei quattro paesi firmatari. L'aumento delle tensioni tra l'Unione Sovietica e le potenze occidentali negli anni successivi sfociarono nell'uscita dell'Unione Sovietica dalla Commissione alleata di controllo nel 1948 e nella divisione della Germania l'anno successivo. Questi eventi, insieme all'interpretazione sovietica molto restrittiva dei trattati del dopoguerra sui diritti d'accesso delle potenze occidentali a Berlino, significarono che fino alla fine della guerra fredda i collegamenti aerei con Berlino Ovest continuarono a rimanere autorizzati solo ai vettori degli altri tre membri della Commissione alleata di controllo, i cui aerei dovevano sorvolare il territorio ostile della Germania Est attraverso tre corridoi aerei larghi 32 km ad un'altitudine massima di 10000 piedi (3000 m). I voli della Pan Am su Berlino Ovest ammontarono a più della metà del traffico aereo totale della città durante la guerra fredda.
Per anni, l'aeroporto di Berlino Tempelhof vide più passeggeri su voli Pan Am di qualunque altro aeroporto. L'equipaggio Pan Am della base di Berlino per i voli nazionali era composto principalmente da assistenti di volo tedeschi e piloti americani. Gli assistenti di volo vennero successivamente assunti dalla Lufthansa quando questa rilevò i diritti delle rotte Pan Am su Berlino. Altre basi di assistenti di volo non statunitensi erano Londra, per i voli intraeuropei e transatlantici, Varsavia, Istanbul e Belgrado per i voli intraeuropei, Tel Aviv, esclusivamente per il volo giornaliero per Parigi, Nairobi per il volo per Francoforte e Bombay per i voli tra l'India e Francoforte.
La Pan Am ha effettuato dei voli di Riposo e Recupero (R&R) durante la Guerra del Vietnam, che trasportavano personale militare americano a Hong Kong, Tokyo ed altre città asiatiche per i periodi di licenza.

### Declino

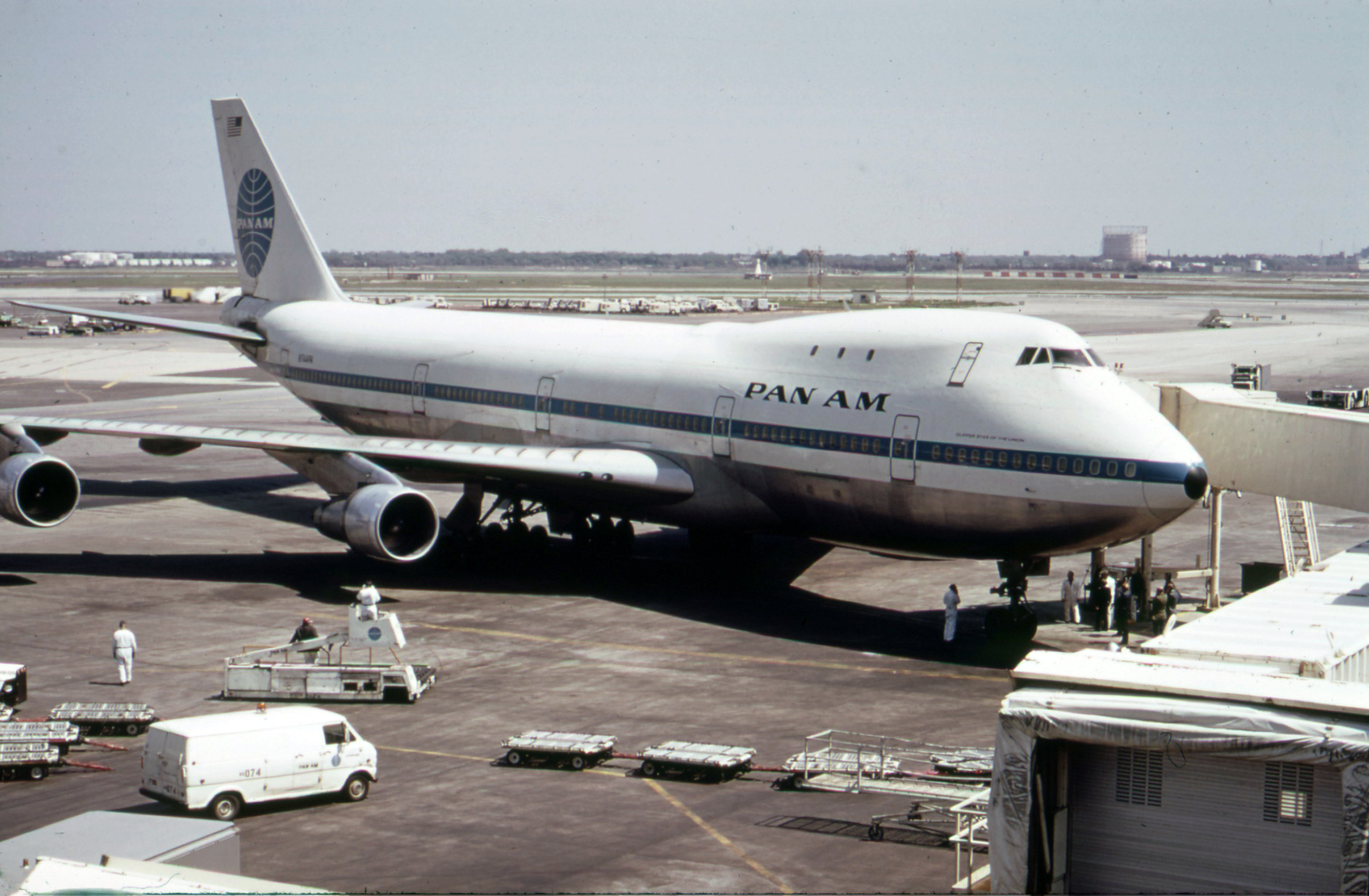
Il Boeing 747-100 Clipper Star of the Union all'aeroporto John F. Kennedy nel maggio 1973

#### Conseguenze della crisi petrolifera del 1973

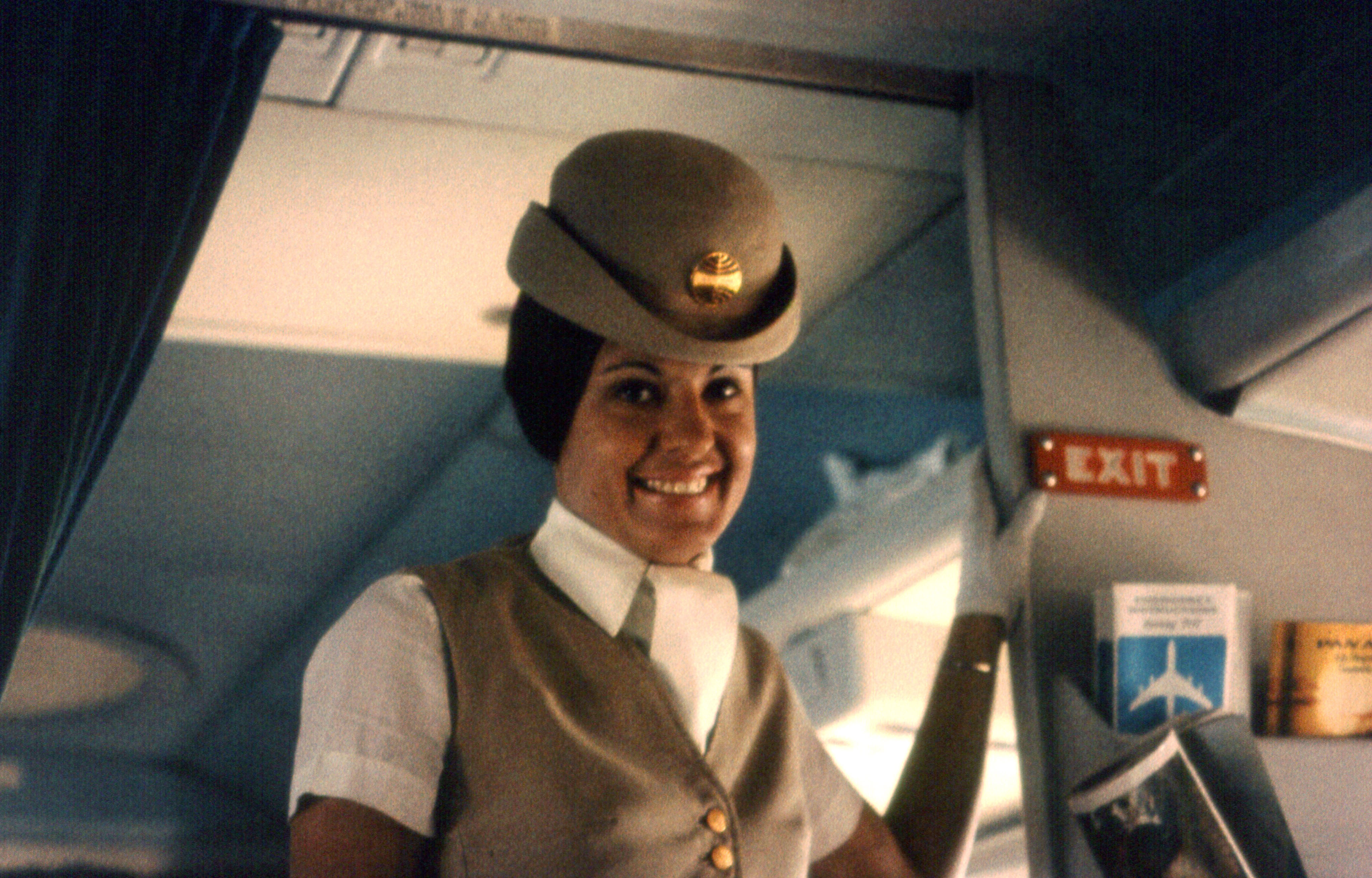
Un assistente di volo della Pan Am con l'uniforme degli anni '70

La Pan Am aveva investito in una grande flotta di Boeing 747 con l'aspettativa che la domanda per il trasporto aereo sarebbe continuata ad aumentare. Ma così non fu, poiché l'introduzione di questi aerei a grande capacità da parte della Pan Am e dei suoi concorrenti coincise con una recessione economica. La riduzione del traffico aereo dopo la crisi energetica del 1973 rese il problema dell'eccesso di capacità ancora più grande. La Pan Am era molto vulnerabile, a causa delle alte spese generali dovute alla sua struttura decentralizzata. L'aumento dei costi del carburante e la massiccia presenza nella flotta di aerei a fusoliera stretta poco efficienti aumentarono i costi operativi della compagnia. La concessione di nuove rotte (specialmente transpacifiche) ad altre compagnie aeree da parte del governo, ridusse ulteriormente il numero dei passeggeri a bordo degli aerei Pan Am, e quindi i suoi margini di profitto.
Il 23 settembre 1974, un gruppo di dipendenti della Pan Am pubblicò un annuncio sul New York Times per mostrare il loro disappunto nei confronti delle politiche federali, che stavano, a detta loro, danneggiando la solidità finanziaria della compagnia. L'articolo citava ad esempio differenze nelle tasse di atterraggio: la Pan Am doveva pagare 4200$ per atterrare a Sydney, mentre il vettore australiano Qantas solo 178$ per atterrare a Los Angeles. Veniva contestato il fatto che lo United States Postal Service pagasse le compagnie estere fino a 5 volte più di quanto pagasse la Pan Am. Per concludere, l'articolo contestava che l'agenzia per il credito all'esportazione degli Stati Uniti concedesse denaro a Giappone, Francia ed Arabia Saudita con un interesse del 6%, mentre la Pan Am pagava il 12%.
A metà degli anni '70, la Pan Am aveva accumulato perdite per 364 milioni di dollari su un periodo di 10 anni, e il debito era vicino a un miliardo di dollari, esponendo la compagnia al rischio di bancarotta. William T. Seawell, ex vice presidente operativo di American Airlines, che aveva sostituito Najeeb Halaby come presidente della Pan Am nel 1972, iniziò ad attuare misure di ristrutturazione aziendale: taglio delle rotte del 25%, riduzione della forza lavoro del 30%, tagli dei salari, rinegoziazione del debito e riduzione della flotta. Queste misure insieme all'utilizzo di crediti d'imposta permisero alla Pan Am di evitare il tracollo finanziario e di tornare in attivo nel 1977.

#### Tentativi di realizzare una rete di rotte nazionali
Sin dagli anni 1930 Juan Trippe aveva ambito ad ottenere rotte nazionali per la Pan Am. A cavallo tra gli anni 1950 e 1960, e a metà degli anni 1970, ci furono trattative per fondere la Pan Am con un vettore nazionale come American Airlines, Eastern Air Lines, Trans World Airlines o United Airlines. Poiché le compagnie rivali convinsero il Congresso che la Pan Am avrebbe utilizzato il suo peso politico per monopolizzare il mercato aereo nazionale, la Civil Aeronautics Board negò diverse volte alla Pan Am il permesso di operare nel mercato nazionale, anche tramite l'acquisizione di un'altra compagnia. La Pan Am continuò ad operare esclusivamente rotte internazionali, ad eccezione di quelle per le Hawaii o per l'Alaska. L'ultima volta che alla Pan Am era stato permesso di fondersi con un'altra compagnia prima della deregolamentazione del mercato dell'aviazione statunitense era il 1950, quando la American Overseas Airlines venne acquisita dalla American Airlines. Dopo la deregolamentazione del 1978, molte compagnie aeree nazionali americane iniziarono a competere con la Pan Am nel mercato internazionale.

#### Acquisizione di National Airlines
Per ottenere le rotte nazionali, la Pan Am di Seawell aveva mostrato interesse in National Airlines. La Pan Am si ritrovò in una gara al rialzo con la Texas International di Frank Lorenzo, che incrementò il costo della azioni della National. Alla Pan Am fu infine permesso di acquistare la National nel 1980, in quello che venne descritto come "il colpo del decennio." L'acquisizione costata 437 milioni di dollari gravò ulteriormente sul bilancio della Pan Am, già a messo a dura prova dal pagamento dei Boeing 747 ordinati a metà degli anni '60. Questa acquisizione non fece molto per migliorare la posizione della Pan Am nei confronti dei concorrenti low-cost più versatili favoriti dal mercato deregolamentato, poiché la struttura nord-sud delle rotte della National non alimentò sufficientemente gli hub di New York e Los Angeles della Pan Am. Le due compagnie avevano flotte incompatibili (ad eccezione dei Boeing 727) e culture organizzative diverse (la National veniva considerata da alcuni dipendenti Pan Am come un vettore che, ad eccezione di poche dorsali, operava voli regionali di scarsa importanza), e l'integrazione venne gestita malamente dalla dirigenza della Pan Am, che, nel pareggiare le tabelle salariali della National con quelle della Pan Am, provocò un aumento del costo del lavoro. Nonostante le entrate aumentassero del 62% dal 1979 al 1980, il costi del carburante a causa della fusione aumentarono del 157%, e ulteriori "spese miste" aumentarono del 74%.

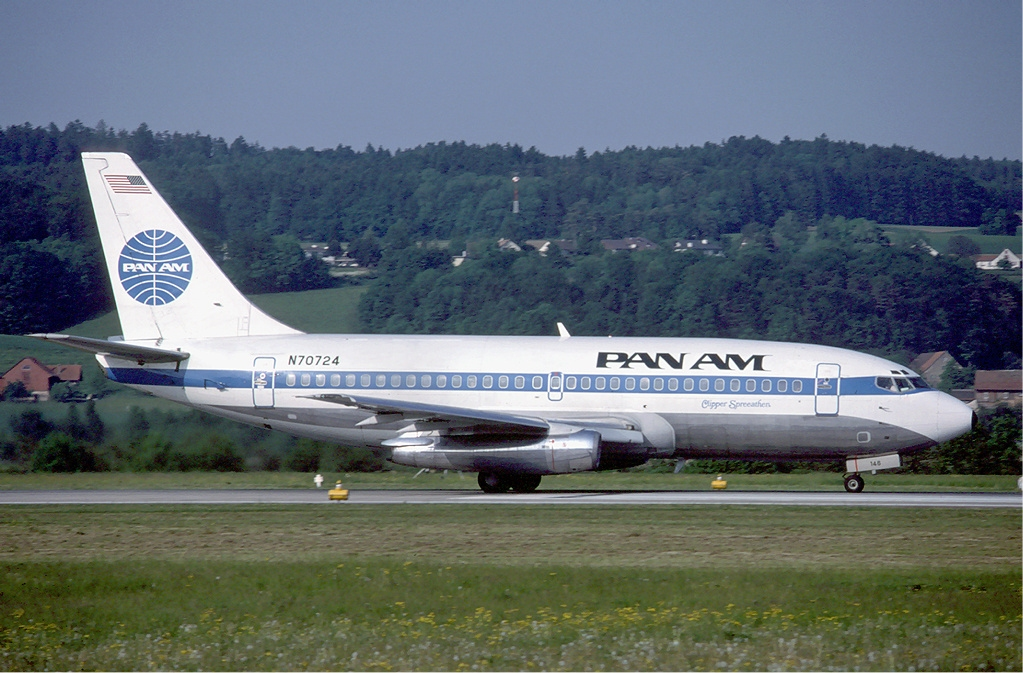
Il Clipper Spreeathen a Zurigo nel 1985

#### Cessione delle attività non strategiche e tagli operativi
Con la prosecuzione del 1980 la situazione finanziaria della compagnia si aggravò, e Seawell cominciò a vendere i beni e le attività non strategiche della Pan Am. La prima risorsa ad essere ceduta, ad agosto, fu la quota del 50% nella Falcon Jet Corporation. A novembre, la Pan Am cedette il Pan Am Building alla Metropolitan Life Insurance Company per 400 milioni di dollari. A settembre del 1981, la Pan Am cedette la sua catena di hotel InterContinental. Prima che la transazione venisse completata, Seawell fu sostituito da C. Edward Acker, fondatore ed ex presidente di Air Florida ed ex dirigente di Braniff International. La vendita degli alberghi e della quota della Falcon Jet fruttò in totale 500 milioni di dollari.
Acker continuò nel solco del suo predecessore con tagli dell'operativo. Tra le misure principali, la soppressione del volo intorno al mondo a partire dal 31 ottobre 1982, quando la Pan Am smise di volare tra Delhi, Bangkok ed Hong Kong a causa della scarsa redditività della rotta. Per aumentare l'offerta di posti a sedere in vista della stagione estiva 1983, la compagnia acquistò tre Boeing 747-200B dalla Flying Tiger Line, che in cambio rilevò quattro 747-100 cargo della Pan Am.

#### Rinnovamento della flotta
Nonostante la situazione economica precaria della Pan Am, nell'estate del 1984 Acker effettuò un ordine di nuovi aeromobili Airbus a fusoliera larga e stretta, diventando la seconda compagnia aerea americana ad acquistare velivoli Airbus dopo la Eastern Air Lines. Questi aerei moderni, superiori ai 727 e ai 747 che la Pan Am possedeva all'epoca sia dal punto di vista economico che da quello operativo, furono acquistati allo scopo di rendere la compagnia più competitiva. I nuovi A300 cominciarono a sostituire i 727 sui servizi nazionali tedeschi e sulle rotte caraibiche già alla fine dell'anno, mentre gli A310 sostituirono successivamente alcuni dei 747 sul rimpicciolito network transatlantico dopo aver ricevuto dalla FAA la certificazione ETOPS (che permette i voli transoceanici con i velivoli bimotore). La decisione della Pan Am di non prendere consegna degli A320 e di cedere l'ordine alla Braniff significò che la maggior parte delle tratte a corto raggio negli Stati Uniti e in Europa, e molte delle rotte nazionali tedesche vennero operate dagli obsoleti 727, fino alla chiusura della compagnia. Ciò mise la Pan Am in una posizione di inferiorità nei confronti della compagnie rivali, che utilizzavano aerei moderni richiamando così più passeggeri. A settembre del 1984 la Pan American World Airways creò una holding denominata Pan Am Corporation che assunse la proprietà ed il controllo della compagnia aerea e della divisione servizi.

#### Vendita della divisione del Pacifico
Visto lo stato disastroso della compagnia, nell'aprile del 1985 Acker cedette l'intera divisione del Pacifico della Pan Am, comprendente il 25% delle rotte della compagnia e l'hub di Tokyo Narita, alla United Airlines per 750 milioni di dollari. Vennero trasferiti alla United anche i 747SP motorizzati Pratt & Whitney JT9D, gli L-1011 motorizzati Rolls-Royce RB211 e i DC-10 motorizzati General Electric CF6 ereditati dalla National Airlines, permettendo alla Pan Am di risolvere i problemi di incompatibilità della flotta.

### Creazione di sistemi di feederaggio locali
All'inizio degli anni 1980, la Pan Am incaricava diverse compagnie aeree regionali (Air Atlanta, Emerald Air, Empire Airlines, Presidential Airways e Republic Airlines) di operare voli di feederaggio sotto il marchio Pan Am Express.
L'acquisizione nel 1987 della compagnia di trasporto pendolari della Pennsylvania Ransome Airlines per 65 milioni di dollari aveva lo scopo di alimentare ulteriormente le rotte principali negli hub di New York, Los Angeles e Miami negli Stati Uniti, e di Berlino in Germania. La compagnia, che venne rinominata Pan Am Express, operava principalmente rotte da New York e Berlino. I voli su Miami vennero aggiunti nel 1990. Tuttavia, questi voli regionali alimentarono solo marginalmente le rotte internazionali della Pan Am, adesso concentrate solo sull'Atlantico.

#### Servizi navetta
Nel tentativo di ottenere una fetta dei ricavi nel redditizio corridoio aereo Washington-New York-Boston, l'acquisizione della Ransome fu accompagnata dall'acquisizione per 100 milioni di dollari del servizio navetta della New York Air tra Boston, New York, e Washington D.C. Questa mossa aveva lo scopo di permettere alla Pan Am di offrire voli ad alta frequenza per i viaggiatori d'affari, contrapponendosi al servizio navetta da tempo redditizio della Eastern Air Lines. Il nuovo servizio Pan Am Shuttle iniziò ad ottobre del 1986 dallo storico terminal degli idrovolanti dell'Aeroporto La Guardia recentemente ristrutturato. Anche questo progetto non riuscì a risolvere il problema della mancanza di un forte network di rotte di feederaggio nazionali.

#### Ostacoli finanziari, operativi e reputazionali
Nel 1987, la Towers Financial Corporation di Steven Hoffenberg e Jeffrey Epstein tentò di rilevare la Pan Am tramite un'azione di corporate raiding, senza tuttavia riuscirci.
Thomas G. Plaskett, in precedenza dirigente di American Airlines e Continental, sostituì Acker come presidente a gennaio del 1988. Mentre il progetto di rinnovo degli aerei e di miglioramento delle statistiche di puntualità della compagnia stava iniziando a dare risultati positivi (il trimestre più in utile di sempre per la Pan Am fu infatti il terzo trimestre del 1988), il 21 dicembre 1988 l'attentato al volo Pan Am 103 sui cieli di Lockerbie in Scozia causò 270 vittime. La Pan Am, fronteggiata da un'azione legale di oltre 300 milioni di dollari da parte di oltre 100 famiglie delle vittime, richiese i registri di sei agenzie governative statunitensi, tra cui la CIA ed il Dipartimento di Stato. Nonostante i registri suggerirono che il governo fosse stato messo a conoscenza del pericolo di un attentato e non avesse trasmesso l'informazione alla compagnia, le famiglie sostennero che la Pan Am stava tentando addossare le responsabilità ad altri.
Inoltre nello stesso mese la FAA multò la Pan Am per 19 problemi di sicurezza su un totale di 236 rilevati in 29 compagnie aeree.

#### Mancata acquisizione di Northwest Airlines
A giugno del 1989 Plaskett presentò alla Northwest Airlines un'offerta di acquisto di 2,7 miliardi di dollari appoggiata da Bankers Trust, Morgan Guaranty Trust, Citicorp e Prudential-Bache. La fusione proposta era il tentativo finale della Pan Am di creare una forte rete nazionale in grado di alimentare adeguatamente i due hub principali rimasti a New York JFK e Miami. Aveva inoltre lo scopo di aiutare la compagnia a riottenere la fama di vettore globale ristabilendo un'adeguata presenza sui voli transpacifici. La fusione avrebbe dovuto permettere di risparmiare annualmente 240 milioni di dollari. Tuttavia, il finanziere miliardario Al Checchi batté la Pan Am presentando alla Northwest un'offerta superiore.

#### Ripercussioni della Guerra del Golfo del 1990-91
La prima Guerra del Golfo scatenata dell'invasione irachena del Kuwait il 2 agosto 1990 causò un aumento dei costi del carburante che influenzò l'economia globale. Questo provocò quindi una contrazione della domanda di trasporto aereo, facendo sì che rotte fino ad allora redditizie, tra cui quelle transatlantiche della Pan Am, andassero in forte perdita. Questi eventi imprevedibili furono un altro duro colpo per la Pan Am, che si stava ancora risollevando dal disastro di Lockerbie del 1988. Per rafforzare le proprie finanze, la Pan Am cedette la maggior parte delle sue rotte per Londra Heathrow, senza dubbio la sua più importante destinazione internazionale, alla United Airlines. Alla Pan Am restarono così due voli giornalieri per Londra, da Detroit e Miami, che a partire dalla stagione invernale 1990/91 vennero spostati a Gatwick. Un'altra cessione fu la vendita delle rotte nazionali tedesche alla Lufthansa per 150 milioni di dollari, facendo arrivare così il totale degli asset ceduti a 1,2 miliardi di dollari. Queste misure furono accompagnate dal taglio di 2500 posti di lavori (l'8,6% della forza lavoro totale) annunciato a settembre del 1990.

### Bancarotta

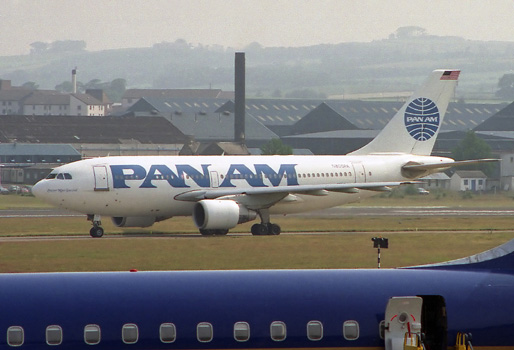
L'Airbus A310 Clipper Miles Standish della Pan Am

La Pan Am fu costretta a dichiarare bancarotta l'8 gennaio 1991, avvalendosi della tutela giudiziaria garantita dal cosiddetto Chapter 11. Delta Air Lines acquistò i beni e le attività redditizie rimanenti, tra cui le rotte transatlantiche rimanenti (ad eccezione di quelle da Miami a Parigi e Londra), il mini hub di Francoforte, il servizio Shuttle, 45 aerei, e il Worldport all'aeroporto John F. Kennedy, per un totale di 416 milioni di dollari. Inoltre Delta iniettò 100 milioni di dollari di capitale nella compagnia divenendone così proprietaria al 45%, lasciando il restante 55% ai creditori. La nuova Pan Am rimpicciolita manteneva un hub principale a Miami e una rete di rotte per i Caraibi e l'America centrale e meridionale.
Ad ottobre del 1991, l'ex dirigente della Douglas Aircraft Russell Ray, Jr. venne assunto come nuovo presidente e CEO della Pan Am. Come parte del suo progetto di ristrutturazione aziendale, la compagnia trasferì i suoi uffici dal Pan Am Building di New York a Miami in preparazione del rilancio della compagnia atteso per il 1º novembre. La nuova compagnia avrebbe operato con circa 60 aerei e 7500 dipendenti ed avrebbe dovuto fatturare approssimativamente 1,2 miliardi di dollari l'anno. Anche a seguito del rilancio, la Pan Am continuò a subire gravi perdite. Il fatturato dei mesi di ottobre e novembre non rispettò le aspettative del piano di riorganizzazione, e Delta dichiarò che la Pan Am perdeva 3 milioni di dollari al giorno. Questo pregiudicò la fiducia di Delta, degli investitori e dei passeggeri nella sostenibilità della nuova Pan Am.

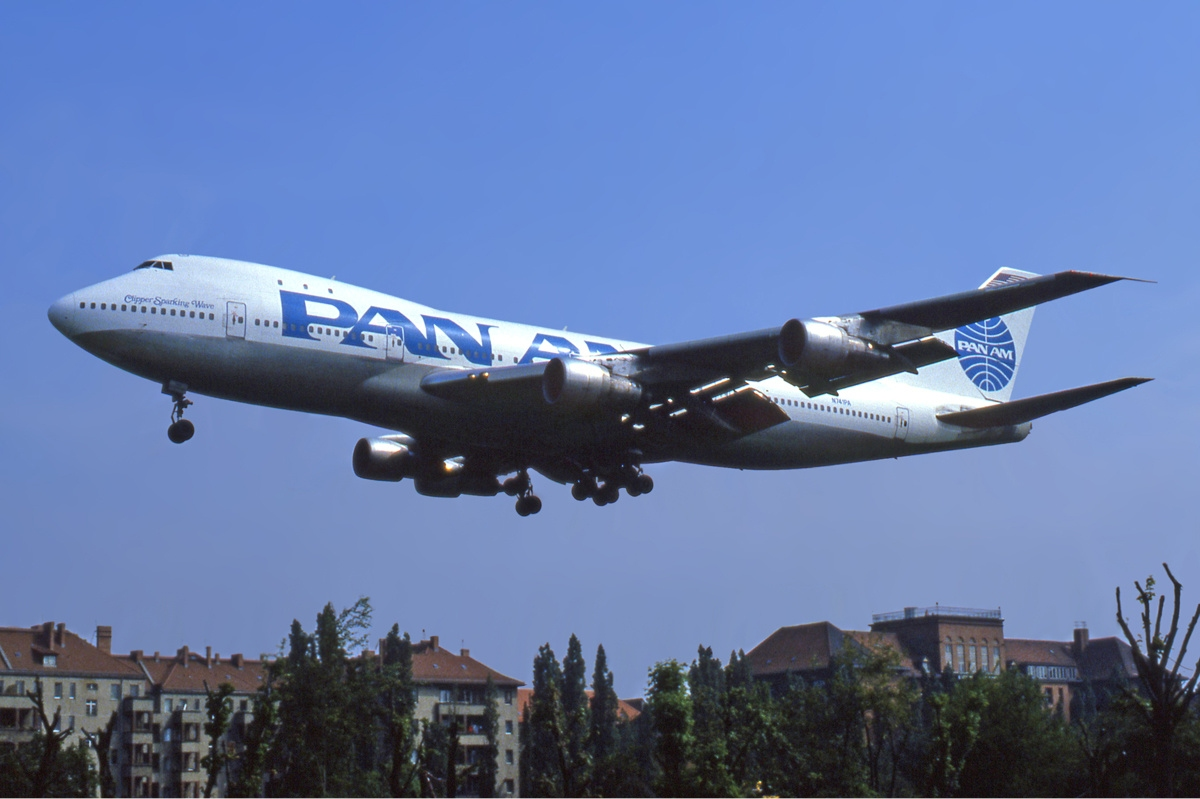
Il Clipper Sparking Wave, un Boeing 747-100 con l'ultima livrea della Pan Am

I dirigenti della Pan Am parlarono di perdite stimate tra i 100 e i 200 milioni di dollari, con la compagnia che avrebbe richiesto un investimento di 25 milioni di dollari solo per rimanere in attività la settimana successiva. La sera del 3 dicembre il Comitato dei Creditori della Pan Am notificò il giudice fallimentare Cornelius Blackshear che si era vicini a raggiungere un accordo con la TWA per un investimento di 15 milioni di dollari che avrebbe permesso alla compagnia di sopravvivere. Un accordo col proprietario della TWA Carl Icahn non venne però raggiunto. Il giorno successivo gli uffici della Pan Am aprirono alle 9:00, e dopo meno di un'ora, Ray fu obbligato a ritirare il piano di riorganizzazione della Pan Am e ad ordinare la sospensione immediata di tutte le attività.
La Pan Am cessò tutte le operazioni il 4 dicembre 1991, dopo la decisione del CEO di Delta Ron Allen e di altri dirigenti di non procedere al pagamento finale di 25 milioni che la Pan Am avrebbe dovuto ricevere gli ultimi giorni di novembre. A causa di ciò, 7500 dipendenti della Pan Am persero il lavoro, migliaia dei quali lavoravano nella zona di New York ed erano in procinto di trasferirsi a Miami presso i nuovi uffici della compagnia all'Aeroporto Internazionale di Miami. Gli economisti stimarono in 9000 i posti di lavoro, tra cui molti di altre aziende che dipendevano dall'esistenza della Pan Am, che andarono persi nella zona di Miami dopo il fallimento della compagnia. L'ultimo volo di linea effettuato fu il Pan Am 436, che partì quel giorno alle 14 da Bridgetown diretto a Miami, operato dal 727-200 Clipper Goodwill con il Capitano Mark Pyle ai comandi.
Delta fu citata in giudizio per più di 2,5 miliardi di dollari il 9 dicembre dal Comitato dei Creditori della Pan Am. Poco dopo, anche un grande gruppo di ex dipendenti della Pan Am fece causa a Delta. A dicembre del 1994, un giudice federale si pronunciò a favore di Delta, concludendo che non potesse essere ritenuta responsabile del crollo della Pan Am.
La Pan Am fu la terza delle grandi compagnie aeree americane a chiudere nel 1991, dopo Eastern Air Lines e Midway Airlines.

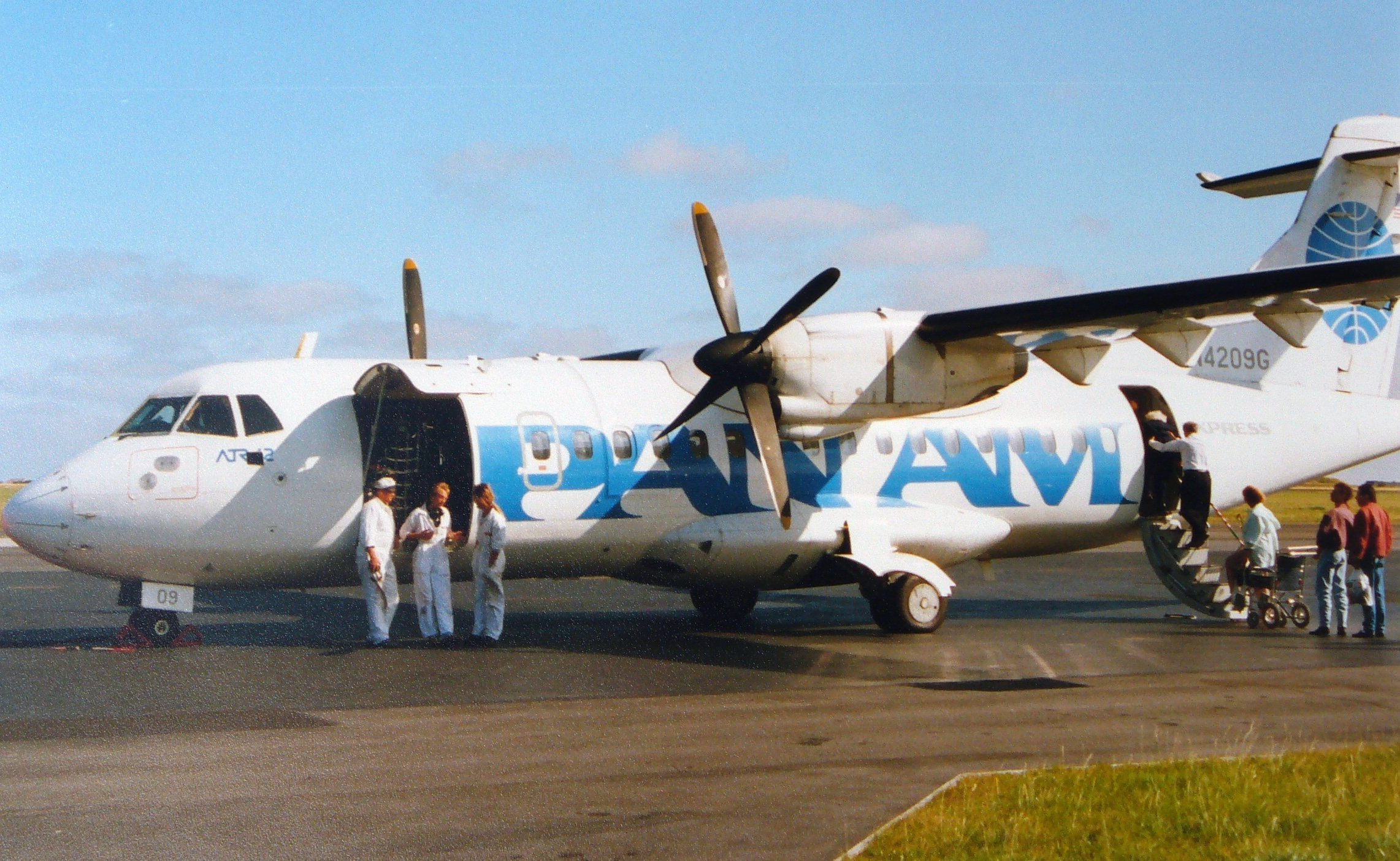
Un ATR 42 di Pan Am Express all'aeroporto di Sylt, in Germania, nel 1991

Dopo solo due mesi nel ruolo di CEO della Pan Am, Ray venne sostituito dal comitato dei creditori da Peter McHugh con il compito di supervisionare la liquidazione dei beni rimanenti alla compagnia. L'ultimo hub della Pan Am a Miami venne diviso negli anni successivi tra la United Airlines e la American Airlines. La TWA di Carl Icahn acquistò la Pan Am Express per 13 milioni di dollari ad un'asta fallimentare, rinominandola Trans World Express. Il marchio Pan Am venne venduto a Charles Cobb, CEO di Cobb Partners ed in precedenza ambasciatore degli Stati Uniti in Islanda sotto il presidente George H.W. Bush e sottosegretario del Dipartimento del Commercio sotto il presidente Reagan. Cobb, insieme ad Hanna-Frost Partners, investì in una nuova Pan American Airways fondata nel 1996 e guidata da Martin R. Shugrue Jr, un ex dirigente della Pan Am originaria con 20 anni di esperienza.
Nel suo libro, Pan Am: An Aviation Legend, Barnaby Conrad III sostiene che il crollo della Pan Am fu dovuto ad una combinazione di cattiva gestione aziendale, all'indifferenza del governo di proteggere il suo principale vettore internazionale e ad una politica di regolamentazione viziata. Egli cita inoltre un'osservazione fatta dall'ex Vice Presidente per gli Affari Esteri della Pan Am, Stanley Gewirtz:
A seguito delle disposizioni fallimentari, all'accademia di volo di Miami fu permesso di rimanere aperta. Fu rifondata come organo di addestramento indipendente nel 1992 con il nome attuale, Pan Am International Flight Academy. L'accademia iniziò utilizzando i simulatori di volo e il centro di addestramento della defunta Pan Am. Nel 2006, la American Capital Strategies investì 58 milioni di dollari nell'accademia. L'accademia, che a partire da ottobre 2014 è posseduta dal gruppo della compagnia aerea giapponese All Nippon Airways, è l'unica divisione rimasta operativa della Pan American World Airways.

### Traffico passeggeri (1951-1989)
| Anno | Pan American | National Airlines |
| ---- | ------------ | ----------------- |
| 1951 | 1,551        | 432               |
| 1955 | 2,676        | 905               |
| 1960 | 4,833        | 1,041             |
| 1965 | 8,869        | 2,663             |
| 1970 | 16,389       | 2,643             |
| 1975 | 14,863       | 3,865             |
| 1979 | 22,872       | 8,294             |
| 1981 | 28,924       |                   |
| 1985 | 27,144       | fusione nel 1980  |
| 1989 | 29,359       |                   |

Nell'agosto 1953 la Pan American effettuava voli di linea verso 106 aeroporti, nel maggio 1968 verso 122 aeroporti, a novembre 1978 verso 65 aeroporti (più alcuni solo con voli cargo), a novembre 1985 verso 98 aeroporti, a novembre 1991 verso 46 aeroporti (più 15 serviti solo dai voli regionali Pan Am Express).

## Riutilizzo del nome
Il nome Pan Am è stato riutilizzato sei volte dopo il 1991, ma tutte le aziende che lo hanno riutilizzato non hanno nessun legame con l'originaria Pan American World Airways se non il nome stesso.

### Compagnie aeree
I marchi e alcuni beni della Pan American World Airways vennero acquistati dalla Eclipse Holdings, Inc. nell'asta fallimentare del 2 e 3 dicembre 1993. I diritti di operare voli di linea furono venduti alla Pan American Airways il 29 dicembre, mentre la Eclipse mantenne i diritti dei voli charter tramite la sua sussidiaria Pan Am Charters Inc.

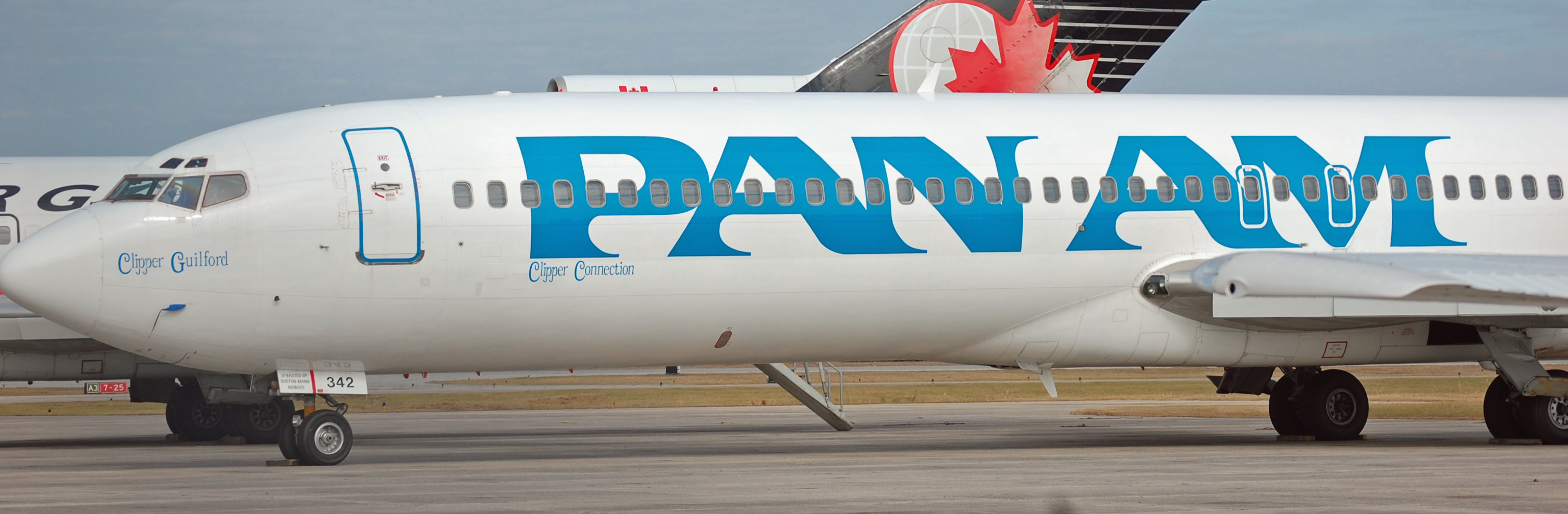
Un Boeing 727-200 di una delle reincarnazioni della Pan Am, chiamato Clipper Guilford.

La prima reincarnazione della Pan Am fu in attività tra il 1996 e il 1998, e fu focalizzata sui voli low-cost a lungo raggio tra gli Stati Uniti e i Caraibi, con il codice IATA PN.
La seconda reincarnazione non fu collegata alla prima e fu un piccolo vettore regionale con sede a Portsmouth, New Hampshire, in attività tra il 1998 e il 2004. Trovò la sua nicchia effettuando solitamente voli da piccoli aeroporti nelle vicinanze di quelli maggiori, come il Pease International di Portsmouth e il Gary Municipal Airport nell'Indiana. Utilizzò il codice IATA PA e il codice ICAO PAA.
La Boston-Maine Airways, una consociata della seconda reincarnazione, operò con il marchio "Pan Am Clipper Connection" tra il 2004 e febbraio 2008. Una compagnia aerea locale della Repubblica Dominicana, derivata dalla prima reincarnazione, operò fino al 23 marzo 2012 con il nome Pan Am Dominicana.
A novembre 2010, la Pan American Airways Inc. fu rifondata per la quinta volta dalla World-Wide Consolidated Logistics Inc. Il vettore era basato all'Aeroporto Internazionale di Brownsville/South Padre Island in Texas. Il volo inaugurale partì per Monterrey il 12 novembre 2010. La compagnia dichiarò che avrebbe inizialmente operato solo voli cargo, con l'intenzione di iniziare il servizio passeggeri entro il 2011. A causa di serie azioni legali che coinvolsero il CEO dell'azienda Robert L. Hedrick nel 2012, tra cui l'accusa di pedopornografia per la quale fu infine condannato, la società perse l'appalto della FAA per eseguire voli cargo o passeggeri.

### Ferrovie

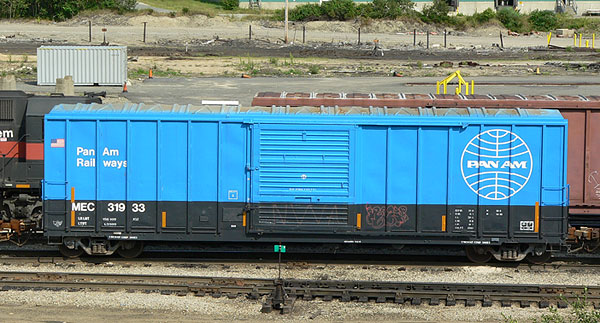
Un carro merci della Pan Am Railways.

Nel 1998 la Guilford Transportation Industries acquistò il nome e le proprietà intellettuali della Pan American World Airways. La compagnia ferroviaria opera adesso con il nome Pan Am Railways.

## I record
Allo scoppio della guerra del Pacifico nel dicembre del 1941, il Pacific Clipper si trovava in rotta dalla Nuova Zelanda a San Francisco. Piuttosto che volare verso Honolulu rischiando di essere abbattuto dai caccia giapponesi, all'aereo fu ordinato di volare verso ovest per dirigersi verso New York. Partito l'8 dicembre 1941 da Auckland, il Pacific Clipper percorse oltre 50000 km attraverso luoghi esotici come Surabaya, Karachi, Bahrein, Khartoum e Leopoldville. L'aereo atterrò alla base degli idrovolanti del LaGuardia alle 7:12 del 6 gennaio 1942 (quasi un mese dopo la partenza), diventando il primo aereo commerciale a circumnavigare il globo.
A metà degli anni settanta, due voli Pan Am hanno tentato di stabilire o di infrangere i precedenti record per il giro del mondo. Il Liberty Bell Express, un Boeing 747SP-21 chiamato Clipper Liberty Bell, stabilì il record per un aereo commerciale sul giro intorno al mondo, precedentemente detenuto da un Boeing 707 della Flying Tiger Line, con un nuovo record di 46 ore e 50 secondi. Il volo decollò dal JFK di New York il 1º maggio del 1976, dove tornò il 3 maggio. Il volo fece solo due scali durante il viaggio, uno a Nuova Delhi e l'altro a Tokyo, dove l'aereo ebbe un ritardo di due ore per colpa di uno sciopero dei lavoratori aeroportuali. Tuttavia, il volo batté il record della Flying Tiger di 16 ore e 24 minuti.
Nel 1977, al fine di commemorare il proprio cinquantenario, la compagnia ha organizzò il volo 50, un volo intorno al mondo da San Francisco a San Francisco, passando sopra il Polo Nord e il Polo Sud, con tre scali a Londra Heathrow, Città del Capo e Auckland. Il 747SP-21 del volo era lo stesso del precedente record, chiamato adesso Clipper New Horizons, che diventò così l'unico aereo ad aver circumnavigato il globo sia lungo l'equatore sia lungo i poli. Il volo durò 54 ore, 7 minuti e 12 secondi, stabilendo sette nuovi record mondiali certificati dalla FAI. Il comandante Walter H. Mullikin era lo stesso che aveva pilotato il Clipper Liberty Bell nel precedente record di volo.
Il Boeing 747SP N533PA, velivolo dei record con numero di costruzione 273 consegnato il 5 marzo 1976, fu successivamente in possesso di United Airlines. È stato messo in disarmo a fine 1995 presso l'Ardmore in Oklahoma e nel marzo del 1996, con vent'anni esatti di carriera, è stato smantellato.

## La flotta

### Flotta nel 1990
I seguenti aerei facevano parte della flotta della Pan Am e di Pan Am Express a marzo del 1990, un anno e mezzo prima del fallimento della compagnia.
| Aeromobile                 | In flotta | Ordini | Passeggeri | Passeggeri | Passeggeri | Passeggeri | Note                                                                        |
| Aeromobile                 | In flotta | Ordini | F          | C          | Y          | Totale     | Note                                                                        |
| -------------------------- | --------- | ------ | ---------- | ---------- | ---------- | ---------- | --------------------------------------------------------------------------- |
| Airbus A300B4              | 12        | —      | —          | 24         | 230        | 254        |                                                                             |
| Airbus A310-200            | 7         | —      | —          | 18         | 207        | 225        |                                                                             |
| Airbus A310-300            | 12        | —      | 12         | 30         | 154        | 196        |                                                                             |
| Boeing 727-200             | 91        | 9      | —          | 14         | 131        | 145        | Ordini di aerei usati                                                       |
| Boeing 737-200             | 5         | —      | —          | 21         | 95         | 116        |                                                                             |
| Boeing 747-100             | 18        | —      | 39         | 52         | 286        | 377        | Cliente di lancio del 747 Configurazione del 1989 (voli per il Sud America) |
| Boeing 747-200B            | 7         | —      | 21         | 44         | 347        | 412        | Configurazione del 1987                                                     |
| Totale                     | 152       | 9      |            |            |            |            |                                                                             |
| Flotta Pan Am Express      |           |        |            |            |            |            |                                                                             |
| ATR 42-300                 | 8         | 3      | —          | —          | 46         | 46         |                                                                             |
| de Havilland Canada Dash 7 | 10        | —      | —          | —          | 50         | 50         |                                                                             |
| Totale                     | 18        | 3      |            |            |            |            |                                                                             |

### Flotta Storica
| Aeromobile                          | Totale      | Introduzione | Ritiro      | Note                                                                                                   |
| Idrovolanti                         | Idrovolanti | Idrovolanti  | Idrovolanti | Idrovolanti                                                                                            |
| ----------------------------------- | ----------- | ------------ | ----------- | --- |
| Boeing 314                          | 7           | 1939         | 1946        | Uno di questi effettuò il primo volo postale transatlantico                                            |
| Consolidated Commodore              | 14          | 1930         | 1943        | |
| Douglas Dolphin                     | 2           | Sconosciuto  | Sconosciuto | Ceduti alla China National Aviation Corporation                                                        |
| Martin M-130                        | 3           | 1935         | 1945        | Uno effettuò il primo volo postale transpacifico                                                       |
| Sikorsky S-36                       | 5           | 1927         | 1928        | |
| Sikorsky S-38                       | 24          | 1928         | 1943        | |
| Sikorsky S-40                       | 3           | 1931         | 1944        | Primi aerei a portare il nome Clipper                                                                  |
| Sikorsky S-42                       | 10          | 1934         | 1946        | |
| Sikorsky S-43 Baby Clipper          | 10          | 1936         | 1945        | |
| Aerei a reazione                    |             |              |             | |
| Airbus A300B4                       | 13          | 1984         | 1991        | Altri 2 ordinati ma non consegnati                                                                     |
| Airbus A310-200                     | 7           | 1985         | 1991        | Ceduti a Delta Air Lines                                                                               |
| Airbus A310-300                     | 14          | 1987         | 1991        | Cliente di lancio dell'A310 con motori CF6-80 Ceduti a Delta Air Lines                                 |
| Airbus A320-200                     | 50          | Cancellati   | Cancellati  | 50 ordinati, mai consegnati alla Pan Am. I primi 16 aerei vennero consegnati alla Braniff.             |
| Boeing 707-120                      | 8           | 1958         | 1974        | Cliente di lancio del 707                                                                              |
| Boeing 707–320B                     | 85          | 1959         | 1981        | |
| Boeing 707-320C                     | 34          | 1963         | 1979        | |
| Boeing 720B                         | 9           | 1963         | 1974        | |
| Boeing 727-100                      | 46          | 1965         | 1991        | 19 acquisiti da National Airlines                                                                      |
| Boeing 727-200                      | 105         | 1979         | 1991        | 24 acquisiti da National Airlines                                                                      |
| Boeing 737-200                      | 16          | 1982         | 1991        | |
| Boeing 747-100                      | 33          | 1970         | 1991        | Cliente di lancio del Boeing 747.                                                                      |
| Boeing 747-100                      | 4           | 1970         | 1991        | Acquisiti da American Airlines Boeing 747-123                                                          |
| Boeing 747-100                      | 2           | 1970         | 1991        | Acquisiti da Delta Air Lines Boeing 747-132                                                            |
| Boeing 747-100                      | 5           | 1970         | 1991        | Acquisiti da United Airlines Boeing 747-122                                                            |
| Boeing 747-200B                     | 7           | 1983         | 1991        | In precedenza di Singapore Airlines.                                                                   |
| Boeing 747-200C                     | 1           | 1974         | 1983        | In precedenza di World Airways. Operati da Pan Am Cargo                                                |
| Boeing 747-200F                     | 2           | 1979         | 1983        | Operati da Pan Am Cargo                                                                                |
| Boeing 747SP                        | 10          | 1976         | 1986        | Cliente di lancio del Boeing 747SP Ceduti a United Airlines                                            |
| Boeing 747SP                        | 1           | 1976         | 1986        | Acquisito da Braniff Airways                                                                           |
| Douglas DC-8-32                     | 19          | 1960         | 1970        | |
| Douglas DC-8-33                     | 19          | 1960         | 1970        | |
| Douglas DC-8-62                     | 1           | 1970         | 1971        | |
| Lockheed L-1011-500 TriStar         | 12          | 1980         | 1986        | Aerei in seguito ceduti a United Airlines quando la divisione del Pacifico della Pan Am venne venduta. |
| McDonnell Douglas DC-10-10          | 11          | 1980         | 1984        | Acquisiti da National Airlines. In seguito ceduti a United Airlines.                                   |
| McDonnell Douglas DC-10-30          | 5           | 1980         | 1985        | Acquisiti da National Airlines. In seguito ceduti a United Airlines.                                   |
| Aerei a elica                       |             |              |             | |
| Boeing 307 Stratoliner              | 3           | 1940         | 1948        | |
| Boeing 377 Stratocruiser            | 28          | 1949         | 1961        | 8 acquisiti da American Overseas Airlines                                                              |
| Convair CV-240                      | 20          | 1948         | 1957        | |
| Convair CV-340                      | 6           | 1953         | 1955        | |
| Curtiss-Wright C-46 Commando        | 12          | 1948         | 1956        | |
| Douglas DC-2                        | 9           | 1934         | 1941        | |
| Douglas DC-3                        | 90          | 1937         | 1966        | |
| Douglas DC-4                        | 22          | 1947         | 1961        | |
| Douglas DC-6                        | 49          | 1953         | 1968        | |
| Douglas DC-7                        | 37          | 1955         | 1966        | |
| Fairchild FC-2                      | 5           | 1928         | 1933        | Primo aereo della sussidiaria Panagra                                                                  |
| Fairchild 71                        | 3           | 1930         | 1940        | |
| Fairchild 91                        | 2           | 1936         | 1937        | Altri 4 ordinati ma poi cancellati                                                                     |
| Fokker F-10A                        | 12          | 1929         | 1935        | |
| Fokker F.VIIa/3m                    | 3           | 1927         | 1930        | Primo aereo Pan Am ad effettuare un volo postale                                                       |
| Ford Trimotor                       | 11          | 1929         | 1940        | |
| Lockheed Model 9 Orion              | 2           | 1935         | 1936        | |
| Lockheed Model 10 Electra           | 4           | 1934         | 1938        | |
| Lockheed L-049 Constellation        | 29          | 1946         | 1957        | |
| Lockheed L-749 Constellation        | 4           | 1947         | 1950        | |
| Lockheed L-1049 Super Constellation | 1           | 1955         | Sconosciuto | |
| Aerei turboelica                    |             |              |             | |
| ATR 42                              | 12          | 1987         | 1991        | Operati da Pan Am Express                                                                              |
| BAe Jetstream 31                    | 10          | 1987         | 1991        | Operati da Pan Am Express                                                                              |
| de Havilland Canada Dash 7          | 8           | Sconosciuto  | 1991        | Operati da Pan Am Express                                                                              |

## Incidenti

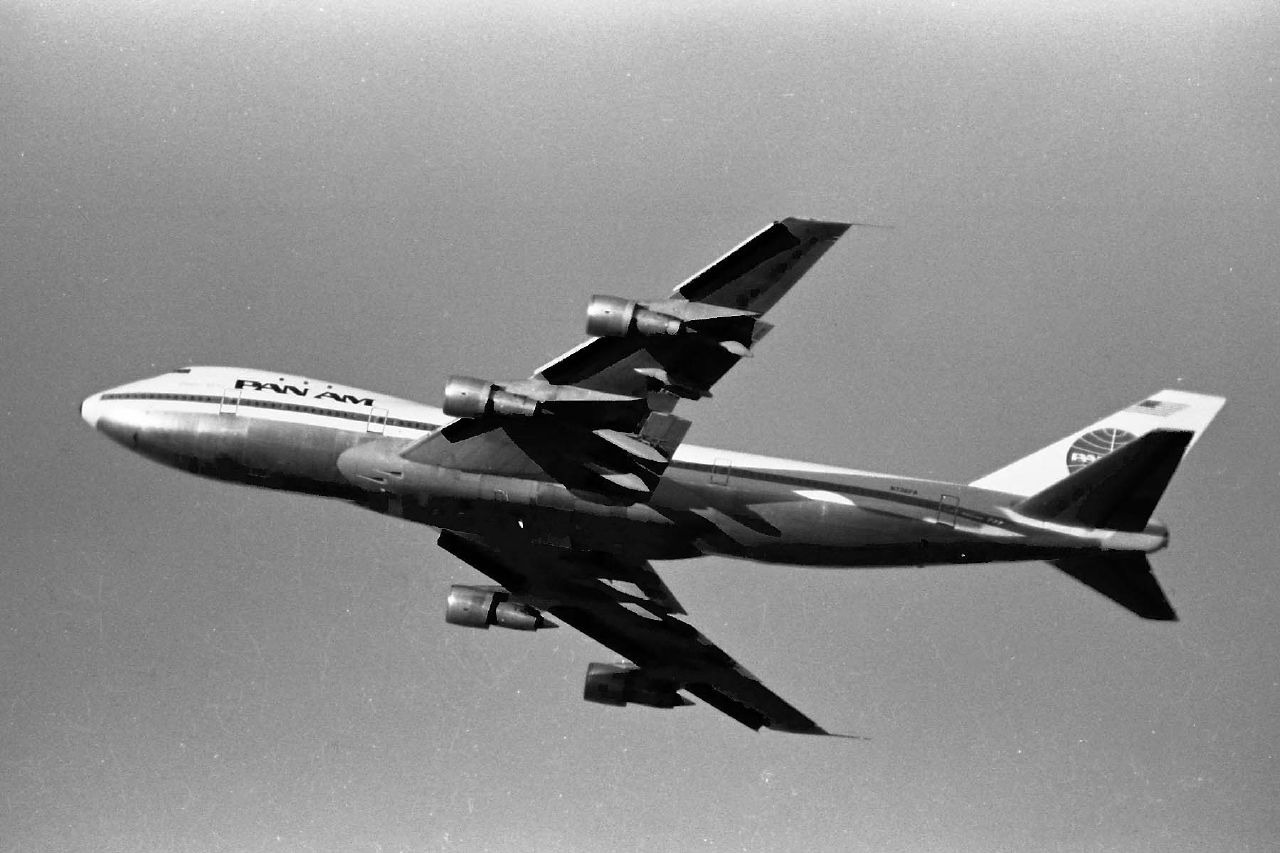
L'aereo della Pan Am coinvolto nel disastro di Tenerife del 1977

Gli aeromobili Pan Am sono stati coinvolti in 75 incidenti di rilievo e di altri eventi fatali. Il primo si è verificato il 16 luglio 1932, quando un Ford Trimotor si è schiantato in una montagna di Vitacura, Cile. Tutte le nove persone a bordo perirono.
Uno degli incidenti che ha coinvolto un aereo Pan Am ha portato la Federal Aviation Administration alla decisione di disporre l'installazione di dispositivi di sicurezza a bordo degli aerei: l'8 dicembre 1963 un Boeing 707, denominato Clipper Tradewind e operativo come Volo 214, proveniente da Baltimora per Philadelphia, l'ultima volta in cui è stato visto stava precipitando avvolto dalle fiamme. È stato stabilito che un fulmine aveva incendiato i vapori formatisi nel serbatoi di carburante. A seguito della catastrofe, su tutti gli aerei di linea furono installati dei dispositivi di dispersione delle scariche elettriche atmosferiche.
Un altro Pan Am 747, il Clipper Victor (che è stato il primo Boeing 747 usato per un volo di linea nel 1970) è stato coinvolto nel disastro di Tenerife il 27 marzo 1977, il più grave disastro aereo della storia. Clipper Victor, che operava come volo charter da Los Angeles a New York e Las Palmas nelle Isole Canarie, si trovava in contropista rispetto a un altro 747 della KLM in decollo. Gli aerei si scontrarono causando la più grande sciagura della storia aerea. Un totale di 583 persone rimasero uccise, 335 delle quali imbarcate nel 747 di Pan Am. L'incidente ha portato a riforme compresi i miglioramenti e le comunicazioni tra il personale di volo e il controllo a terra.
Pan Am è stata vittima anche di un notevole numero di atti di terrorismo.
Il 6 settembre del 1970 il Boeing 747, volo Pan Am 93 da Amsterdam a New York, è stato uno dei quattro aerei coinvolto nel dirottamento conosciuto come Dawson's Field perpetrato dal Fronte Popolare per la Liberazione della Palestina. A causa della sua dimensione, i dirottatori deviarono il volo al Cairo, dove, dopo lo sbarco e l'evacuazione dei passeggeri, furono detonati gli esplosivi a bordo e l'aereo venne così distrutto. Il 17 dicembre 1973, delle bombe vennero piazzate da un gruppo palestinese a bordo del Volo 110 (effettuato dal 707 chiamato Clipper Celestial) durante l'imbarco dei passeggeri a Roma. Il velivolo bruciò e 30 persone morirono. A bordo del Volo 830, mentre sorvolava l'Oceano Pacifico l'11 agosto 1982 fu fatto detonare un ordigno che uccise un passeggero, prima di atterrare salvo a Honolulu.
Un altro 747, il Clipper Empress of the Seas (imperatrice dei Mari), operando come Volo 73, fu assaltato durante lo scalo di Karachi, Pakistan, il 5 settembre 1986. I dirottatori non riuscirono a ripartire da Karachi, ma 20 persone vennero uccise durante l'incursione.
Infine, forse il motivo per cui la Pan Am cominciò la sua crisi, avvenne con l'attentato di Lockerbie (21 dicembre 1988) in Scozia, causato da una bomba nascosta dentro una radio portatile. L'esplosione portò alla distruzione del velivolo (il Boeing 747 volo Pan Am 103) e alla morte di tutti gli occupanti. Morirono in totale 270 persone di 21 nazionalità, inclusi 11 cittadini scozzesi residenti nei pressi del luogo dove precipitò l'aereo, colpiti a terra dai detriti dello stesso. Alla fine delle indagini la Pan Am venne riconosciuta colpevole di non aver rispettato gli standard di sicurezza contro gli atti terroristici, emanato nel 1986 dopo l'attentato avvenuto sul volo 182 dell'Air India, avendo imbarcato un bagaglio senza che il possessore di esso fosse salito sull'aereo. La coincidenza vuole che anche l'aereo dell'Air India fosse un Boeing 747, che esplose in aria poco distante dalle coste Scozzesi.

## Nella cultura di massa
La Pan Am mantenne una posizione di primo piano nella cultura popolare degli anni della guerra fredda. Una famosa immagine mostra il Boeing 707 Clipper Defiance della Pan Am fare da sfondo all'arrivo dei Beatles all'aeroporto John F. Kennedy il 7 febbraio 1964.
Tra il 1964 e il 1968 il truffatore Frank Abagnale Jr. si spacciò per un pilota della Pan Am, riuscendo a volare gratis grazie alla pratica del deadheading. Soggiornò agli alberghi della Pan Am, pagando i conti con assegni falsi, e successivamente iniziò ad incassare soldi dalla compagnia falsificando gli assegni dello stipendio. Raccontò di questo periodo nel libro Prova a Prendermi che diventò un film nel 2002.
La scena iniziale del film Operazione San Gennaro (1966), riprende l'atterraggio di un volo Pan Am, dal quale esce la protagonista Maggie, interpretata da Senta Berger.
La compagnia che gestisce i viaggi spaziali nel film del 1968 “2001: odissea nello spazio” di Stanley Kubrick è la Pan Am, tramite una navetta "Space Clipper". La compagnia è presente anche nel sequel 2010.
Nel film Lo scopone scientifico è più volte ripreso un 747 della Pan Am.
La compagnia e alcuni suoi aerei appaiono in diversi film di James Bond. In Licenza di uccidere e in Dalla Russia con Amore sono visibili alcuni Boeing 707, mentre un Boeing 747 ed il Worldport appaiono in Vivi e Lascia Morire.
La Pan Am è presente nel film Blade Runner del 1982 dove si possono notare dei tabelloni pubblicitari della compagnia. La stessa cosa viene mostrata anche nel sequel del 2017 Blade Runner 2049.
In un episodio della quarta stagione della famosa serie televisiva La signora in giallo, la trama si svolge all'interno di un Boeing 747 della Pan Am.
Nel film del 1986 Il Burbero, mentre la protagonista raggiunge in taxi l'aeroporto John F. Kennedy, è visibile per qualche secondo il Worldport della Pan Am.
Nel film del 1991 Hook - Capitan Uncino, Peter e la sua famiglia volano verso Londra su un 747 della Pan Am.
Il film di Martin Scorsese del 2004 The Aviator è in gran parte basato sul braccio di ferro tra Juan Trippe (interpretato da Alec Baldwin), presidente della Pan Am e il miliardario Howard Hughes (interpretato da Leonardo DiCaprio), proprietario della TWA per l'ottenimento delle rotte aeree internazionali, all'epoca un monopolio della Pan Am.
Nel 2011 la ABC realizzò una serie televisiva basate sulle vicende di un equipaggio della Pan Am negli anni 1960. La serie cominciò a settembre del 2011 e venne cancellata a maggio del 2012.
Nel 2016 è uscito il film Volo Pan Am 73, basato sulla storia di Neerja Bhanot, un'assistente di volo della Pan Am che perse la vita durante il dirottamento del volo 73.